# Lijst van personen overleden in 1970
Dit is een lijst van personen die zijn overleden in 1970.

## Januari

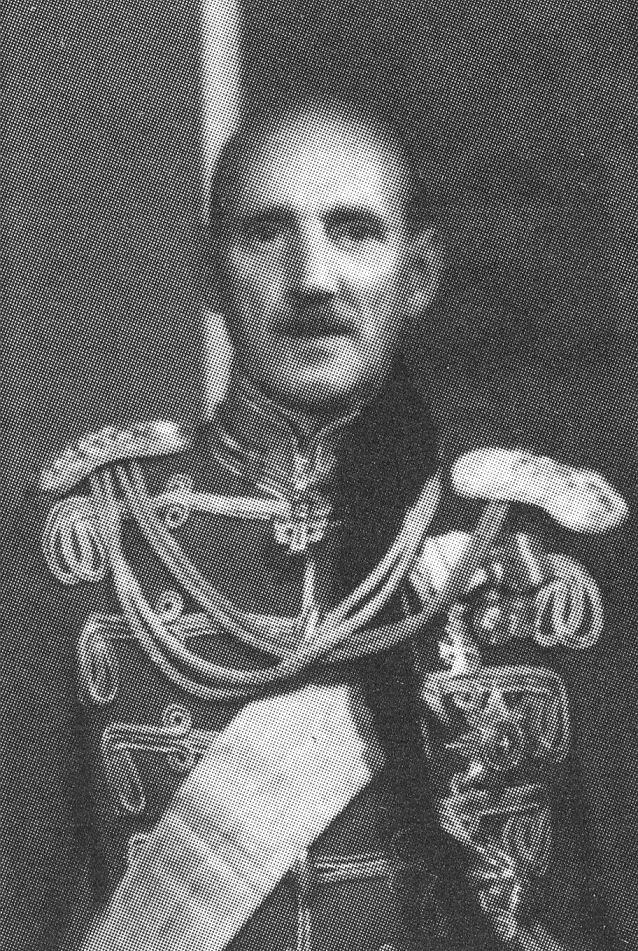
Viggo van Denemarken
4 januari

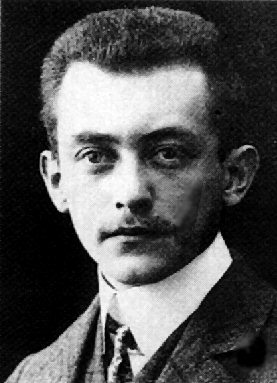
Max Born
5 januari

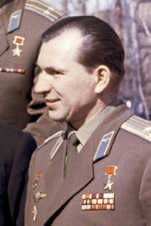
Pavel Beljajev
10 januari

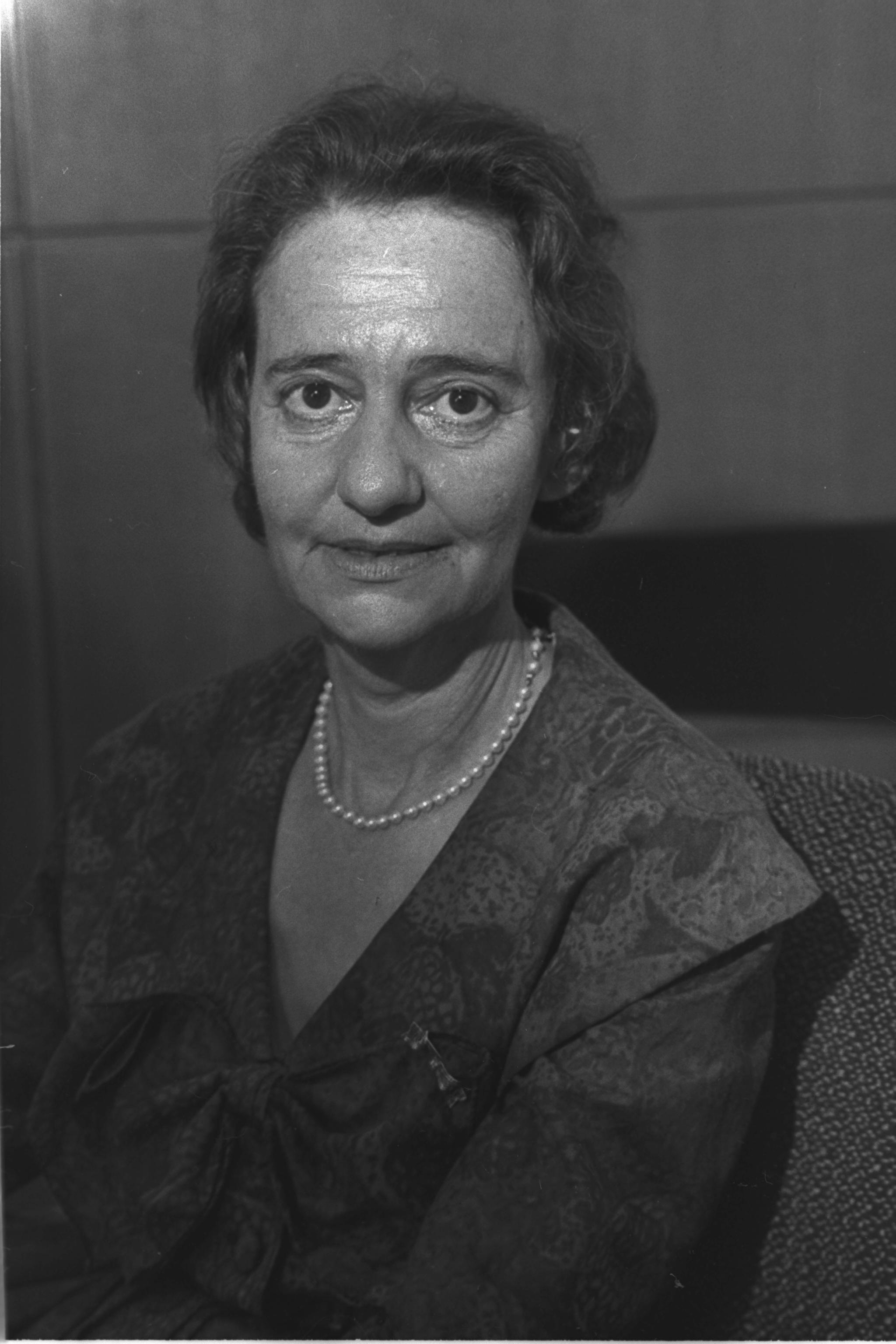
Leah Goldberg
15 januari

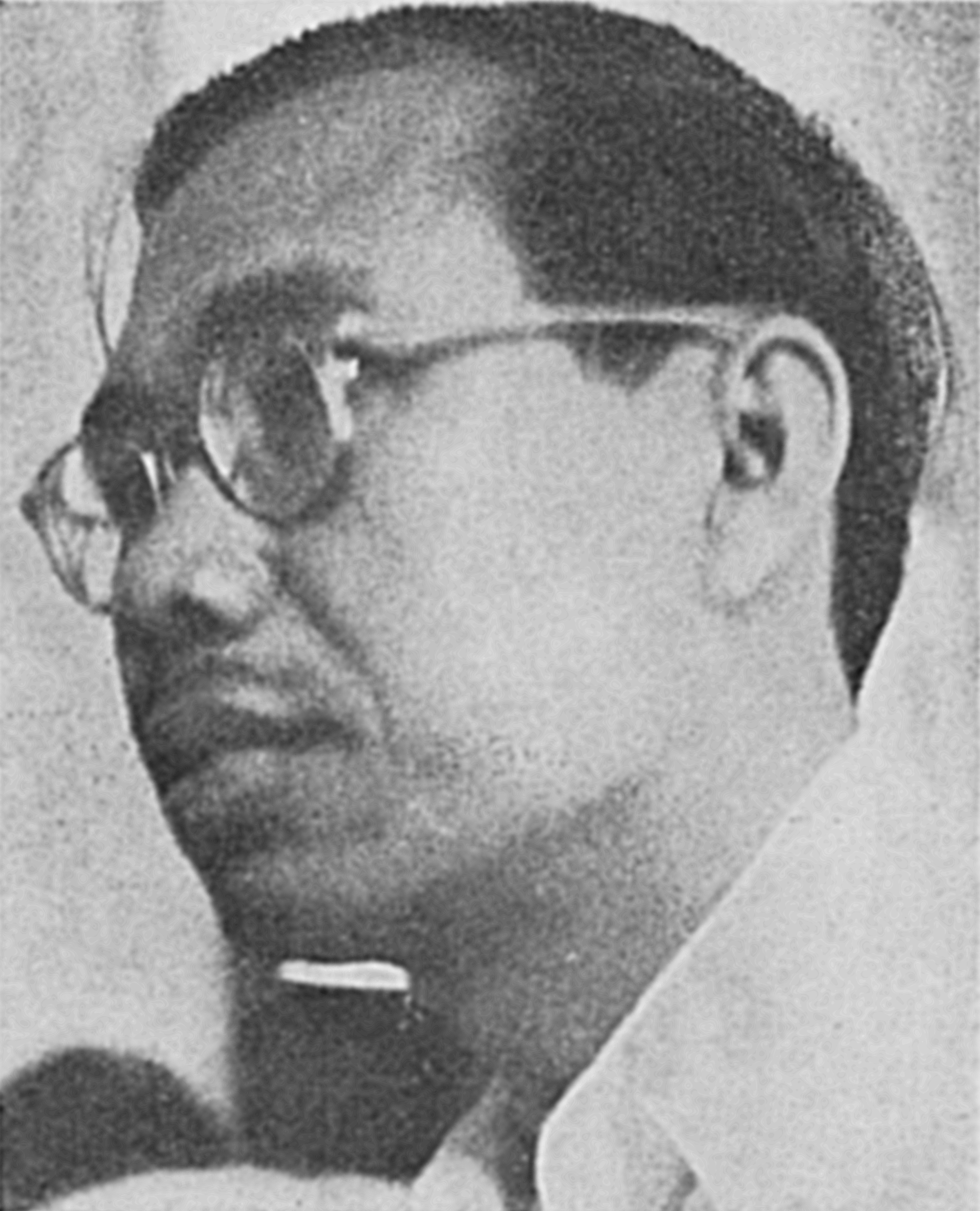
Armijn Pane
16 januari

| 1 | 2 | 3 | 4 | 5 | 6 | 7 | 8 | 9 | 10 | 11 | 12 | 13 | 14 | 15 | 16 | 17 | 18 | 19 | 20 | 21 | 22 | 23 | 24 | 25 | 26 | 27 | 28 | 29 | 30 | 31 |
| - | - | - | - | - | - | - | - | - | -- | -- | -- | -- | -- | -- | -- | -- | -- | -- | -- | -- | -- | -- | -- | -- | -- | -- | -- | -- | -- | -- |

### 1 januari
- Marinus Anne Welter (65), Nederlands militair

### 3 januari
- Gladys Aylward (67), Brits zendeling
- Suzanna Elisabeth Kneppelhout (80), Nederlands kunstschilder
- Paul Sigmund (77), Tsjechisch componist, muziekpedagoog en dirigent

### 4 januari
- Viggo van Denemarken (76), Deens prins en generaal
- Georges Vandermeirsch (51), Belgisch wielrenner

### 5 januari
- Max Born (87), Duits wis- en natuurkundige
- Robert Vandepitte (76), Belgisch priester, uitgever en radiopresentator

### 6 januari
- Reuben Henry III Tucker (58), Amerikaans militair

### 10 januari
- Pavel Beljajev (44), Sovjet-Russisch ruimtevaarder
- Eugène De Gent (75), Belgisch politicus

### 11 januari
- Jan Ponstijn (86), Nederlands kunstschilder en tekenaar
- Ada Roe (111), oudste persoon ter wereld

### 12 januari
- George Brough (79), Brits motorcoureur en ondernemer

### 15 januari
- Vytautas Bacevičius (64), Litouws-Pools pianist en componist
- Petre Dumitrescu (67), Roemeens militair leider
- Leah Goldberg (58), Israëlisch dichteres en schrijfster

### 16 januari
- Armijn Pane (61), Indonesisch schrijver en dichter

### 17 januari
- Klaas Ooms (52), Nederlands voetballer

### 19 januari
- Honoria Acosta-Sison (81), Filipijns medicus

### 20 januari
- Johannes Willem Pootjes (79), Nederlands kunstenaar en activist
- François Tanguy-Prigent (60), Frans politicus

### 22 januari
- Gaston Crommen (72), Belgisch politicus

### 24 januari
- Marie Louis van Holthe tot Echten (73), Nederlands burgemeester
- Cornelis van Traa (70), Nederlands stedenbouwkundige

### 26 januari
- Basilio Valdes (77), Filipijns militair en politicus

### 27 januari
- Erich Heckel (86), Duits kunstschilder en graveur
- Année Rinzes de Jong (86), Nederlands activist

### 29 januari
- Basil Liddell Hart (74), Brits militair

### 30 januari
- Elle Gerrit Bolhuis (82), Nederlands schrijver en dichter

### 31 januari
- Slim Harpo (46), Amerikaans bluesmuzikant en singer-songwriter
- Michail Mil (60), Russisch luchtvaartpionier

## Februari

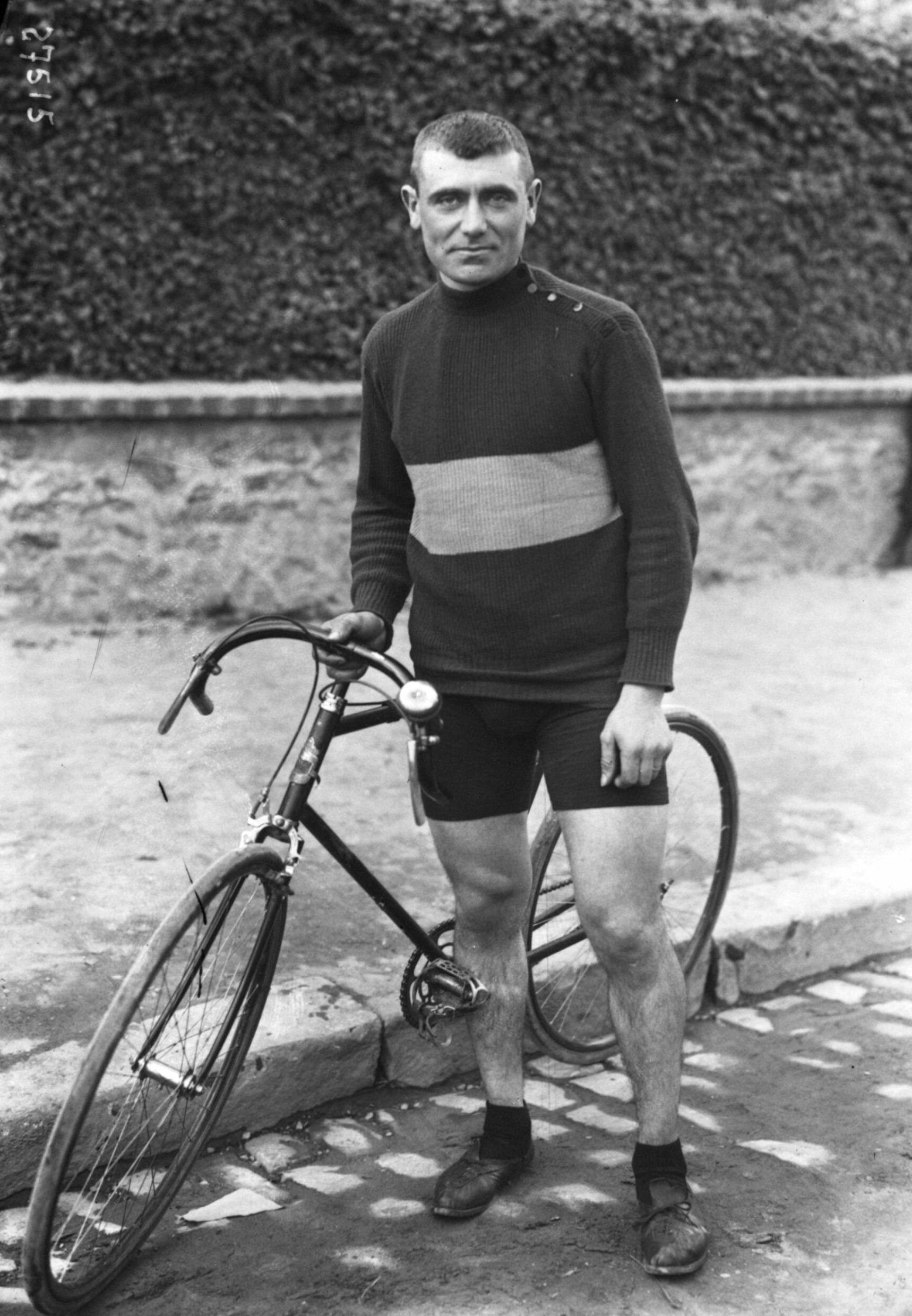
Eugène Christophe
1 februari

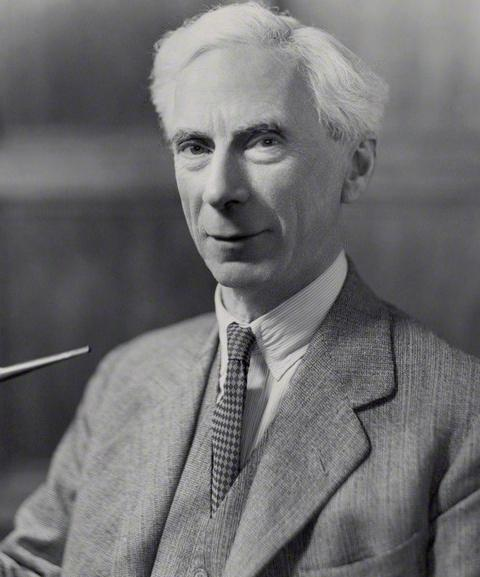
Bertrand Russell
2 februari

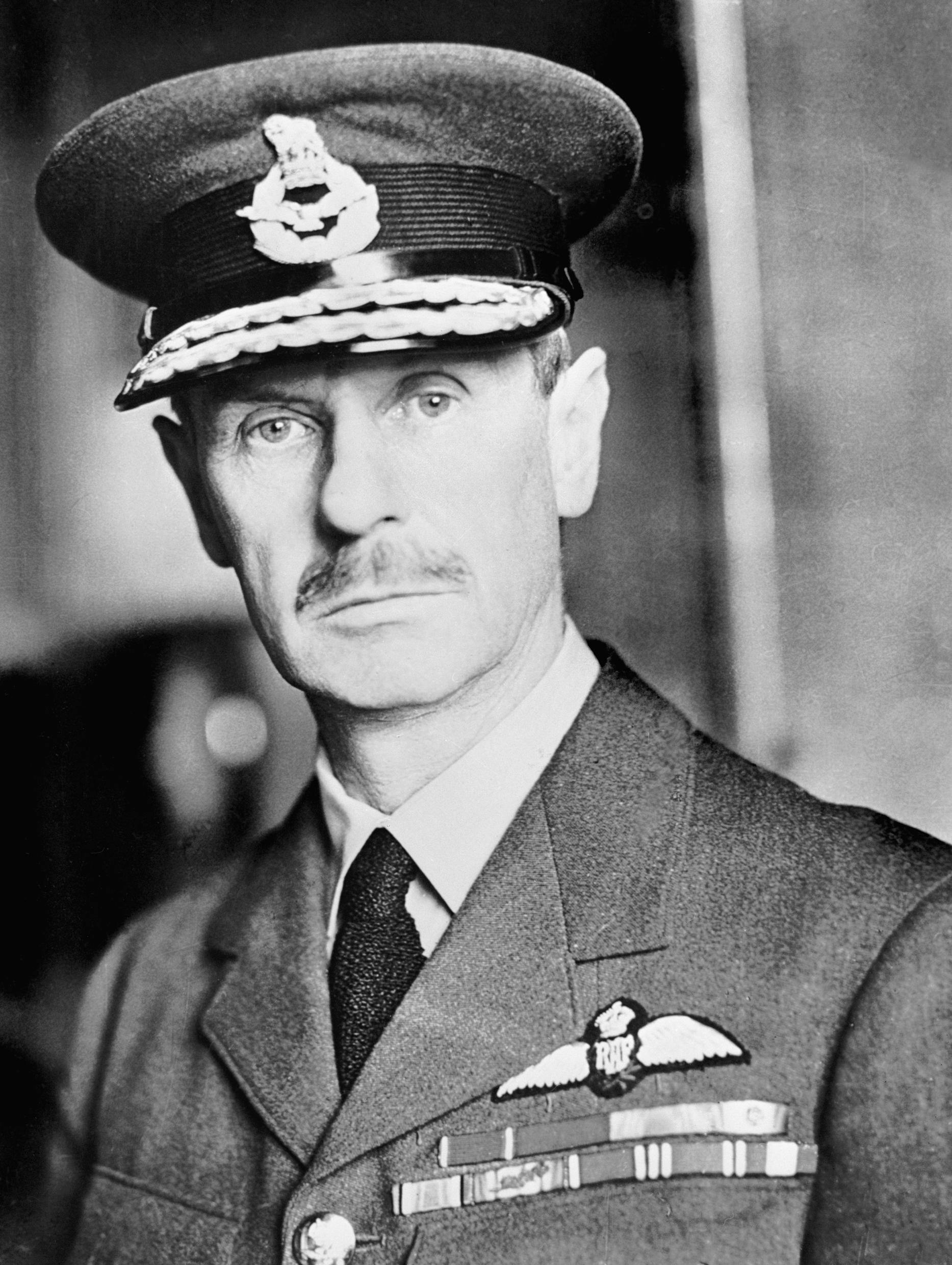
Hugh Dowding
15 februari

Sjmoeël Joseef Agnon
17 februari

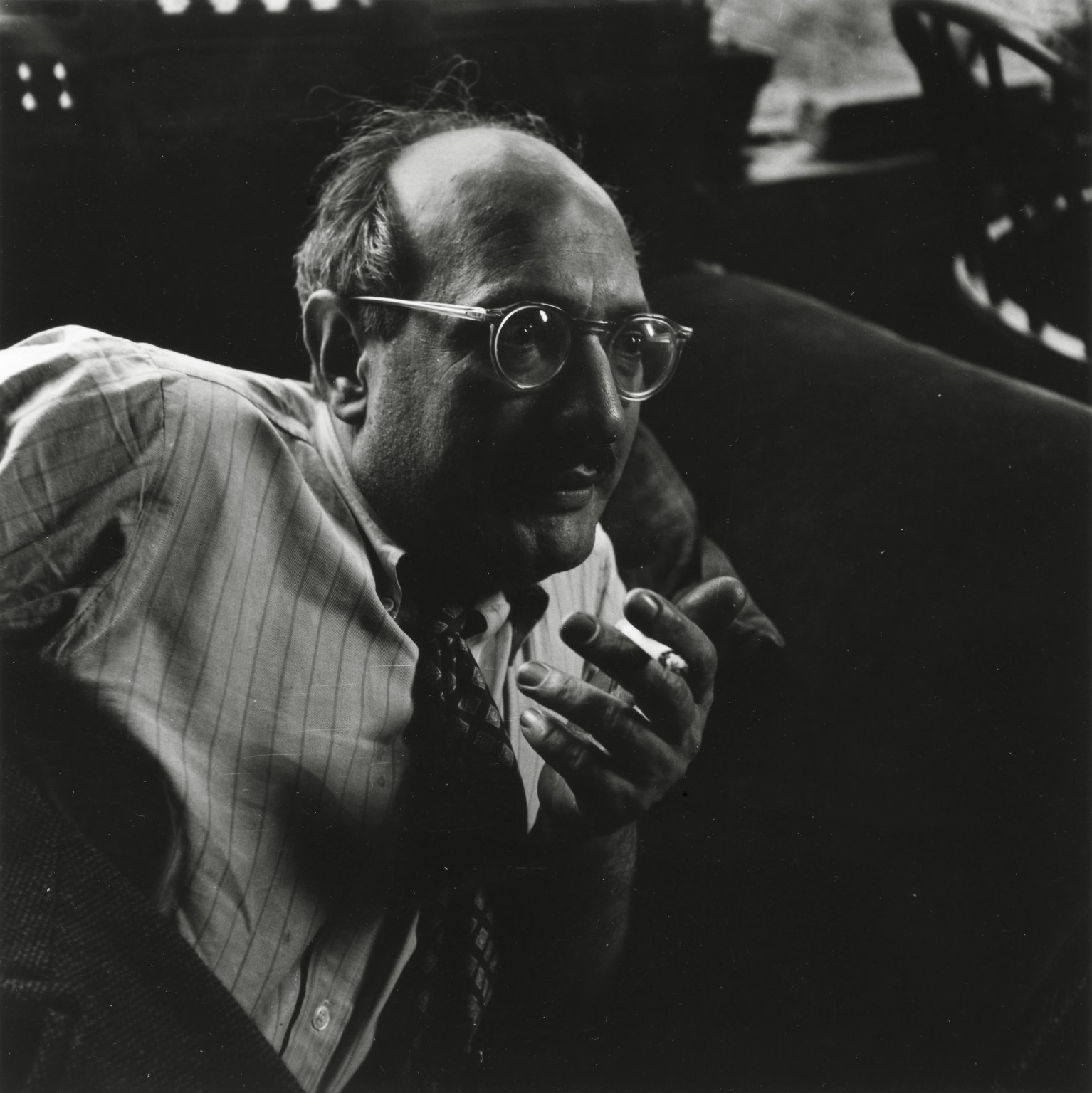
Mark Rothko
25 februari

| 1 | 2 | 3 | 4 | 5 | 6 | 7 | 8 | 9 | 10 | 11 | 12 | 13 | 14 | 15 | 16 | 17 | 18 | 19 | 20 | 21 | 22 | 23 | 24 | 25 | 26 | 27 | 28 |
| - | - | - | - | - | - | - | - | - | -- | -- | -- | -- | -- | -- | -- | -- | -- | -- | -- | -- | -- | -- | -- | -- | -- | -- | -- |

### 1 februari
- Eugène Christophe (85), Frans wielrenner
- Alfréd Rényi (48), Hongaars wiskundige

### 2 februari
- Hermann Pecking (91), Duits musicus en componist
- Bertrand Russell (97), Brits filosoof

### 3 februari
- Camille Gaspar (93), Belgisch kunsthistoricus

### 4 februari
- Edzo Hommo Ebels (80), Nederlands politicus
- Manuel Hedilla (67), Spaans politicus

### 5 februari
- Jacoba Surie (90), Nederlands kunstschilder

### 7 februari
- Reizo Fukuhara (38), Japans voetballer

### 10 februari
- George Kettmann jr. (71), Nederlands dichter, schrijver, journalist en uitgever
- Antoon van Leest (72), Nederlands dirigent en componist
- Alfred Roberts (77), Brits burgemeester

### 12 februari
- André Souris (70), Belgisch componist

### 13 februari
- Koeno Gravemeijer (86), Nederlands predikant en verzetsstrijder
- Albert van der Hoogte (60), Nederlands schrijver

### 15 februari
- Frank Clement (83), Brits autocoureur
- Hugh Dowding (87), Brits militair

### 16 februari
- Francis Peyton Rous (90), Amerikaans patholoog

### 17 februari
- Sjmoeël Joseef Agnon (81), Israëlisch schrijver
- Alfred Newman (68), Amerikaans filmmuziekcomponist

### 18 februari
- Geert Ruygers (58), Nederlands politicus
- Desideer Stracke (94), Belgisch jezuïet, filoloog en Vlaams Beweger

### 20 februari
- João Fernandes Campos Café Filho (71), president van Brazilië
- Simon Hoogenboom (76), Nederlands politicus
- Albert Wolff (86), Frans dirigent

### 21 februari
- Peter Tatsuo Doi (77), Japans kardinaal

### 22 februari
- Henk Meijer (85), Nederlands beeldend kunstenaar

### 25 februari
- Mark Rothko (66), Amerikaans kunstschilder

### 26 februari
- Milt Fankhouser (54), Amerikaans autocoureur

### 28 februari
- Norbert Brodine (73), Amerikaans fotograaf en filmer

## Maart

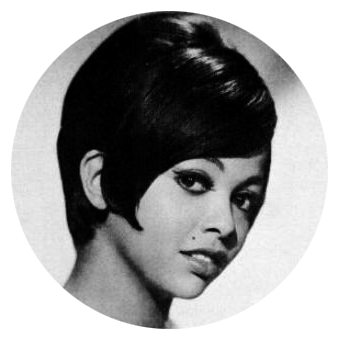
Tammi Terrell
16 maart

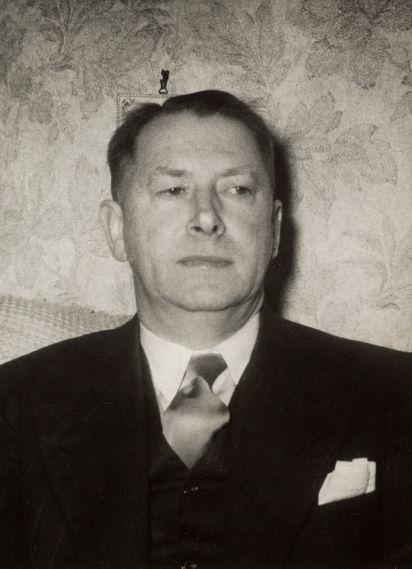
Hendrik Mulderije
18 maart

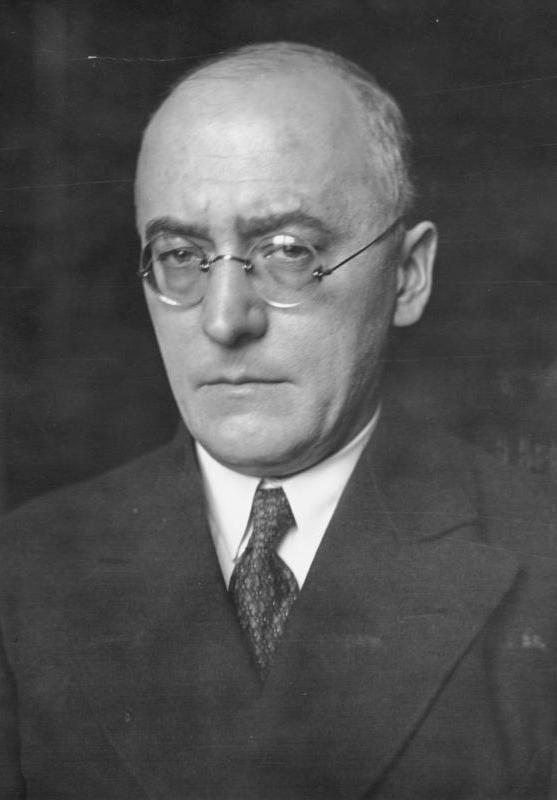
Heinrich Brüning
30 maart

| 1 | 2 | 3 | 4 | 5 | 6 | 7 | 8 | 9 | 10 | 11 | 12 | 13 | 14 | 15 | 16 | 17 | 18 | 19 | 20 | 21 | 22 | 23 | 24 | 25 | 26 | 27 | 28 | 29 | 30 | 31 |
| - | - | - | - | - | - | - | - | - | -- | -- | -- | -- | -- | -- | -- | -- | -- | -- | -- | -- | -- | -- | -- | -- | -- | -- | -- | -- | -- | -- |

### 1 maart
- Ed. Hoornik (59), Nederlands dichter
- Toshio Iwatani (44), Japans voetballer

### 3 maart
- Monica Felton (63), Brits feministe

### 4 maart
- Herman Bossier (73), Belgisch journalist en schrijver

### 5 maart
- Ernst Sagebiel (77), Duits architect

### 7 maart
- Jacobus Hendrik Oldenbroek (72), Nederlands verzetsstrijder

### 8 maart
- Rob Milton (70), Nederlands acteur

### 10 maart
- Karel van Orléans (64), lid Huis Bourbon-Orléans

### 11 maart
- Kurt Feldt (72), Duits militair

### 14 maart
- Fritz Perls (76), Amerikaans psychiater en psychotherapeut
- Roger Toubeau (69), Belgisch politicus

### 15 maart
- Arthur Adamov (61), Frans toneelschrijver

### 16 maart
- Tammi Terrell (24), Amerikaans soulzangeres

### 17 maart
- Jérôme Carcopino (88), Frans geschiedkundige en minister
- Fernand Crommelynck (83), Belgisch acteur en regisseur
- Frits Giltay (62), Nederlands kunstschilder

### 18 maart
- William Beaudine (78), Amerikaans filmregisseur en acteur
- Hendrik Mulderije (74), Nederlands advocaat en minister

### 21 maart
- Marlen Haushofer (49), Oostenrijks schrijver
- Jack Sels (48), Belgisch jazzsaxofonist, arrangeur en componist

### 22 maart
- Jules Lesseliers (72), Belgisch politicus

### 24 maart
- Amado Hernandez (66), Filipijns schrijver en vakbondsleider

### 26 maart
- Patricia Ellis (53), Amerikaans actrice
- Georges Hebdin (80), Belgisch voetballer
- Gaston Polak (95), Belgisch mijnbouwkundige
- Gerard Reeskamp (70), Nederlands verzetsstrijder

### 27 maart
- Ale Algra (67), Nederlands schrijver

### 29 maart
- Vera Brittain (76), Brits schrijfster

### 30 maart
- Heinrich Brüning (84), Duits rijkskanselier

### 31 maart
- Semjon Timosjenko (75), Sovjet-Russisch generaal

## April

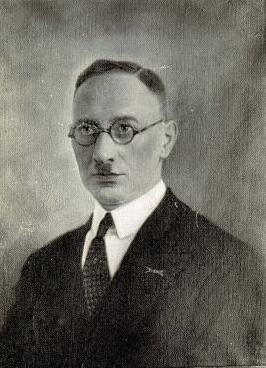
Obbe Norbruis
3 april

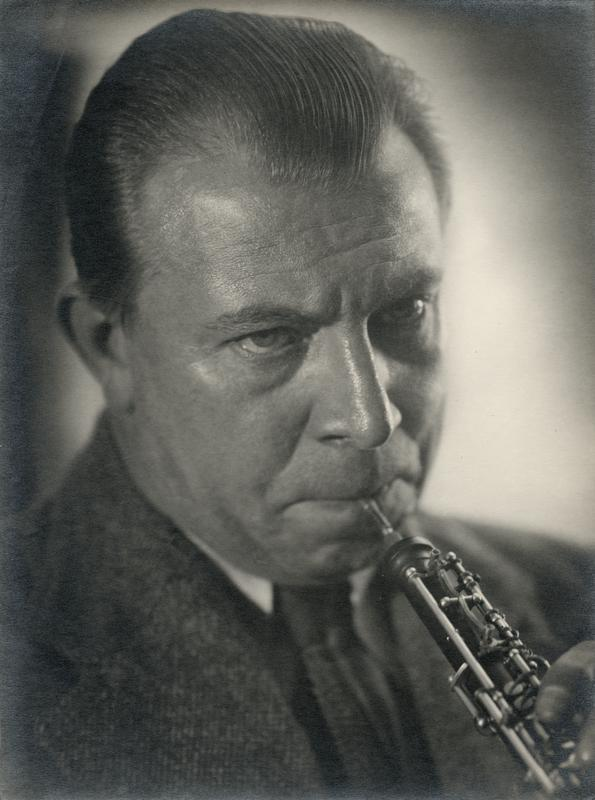
Jaap Stotijn
5 april

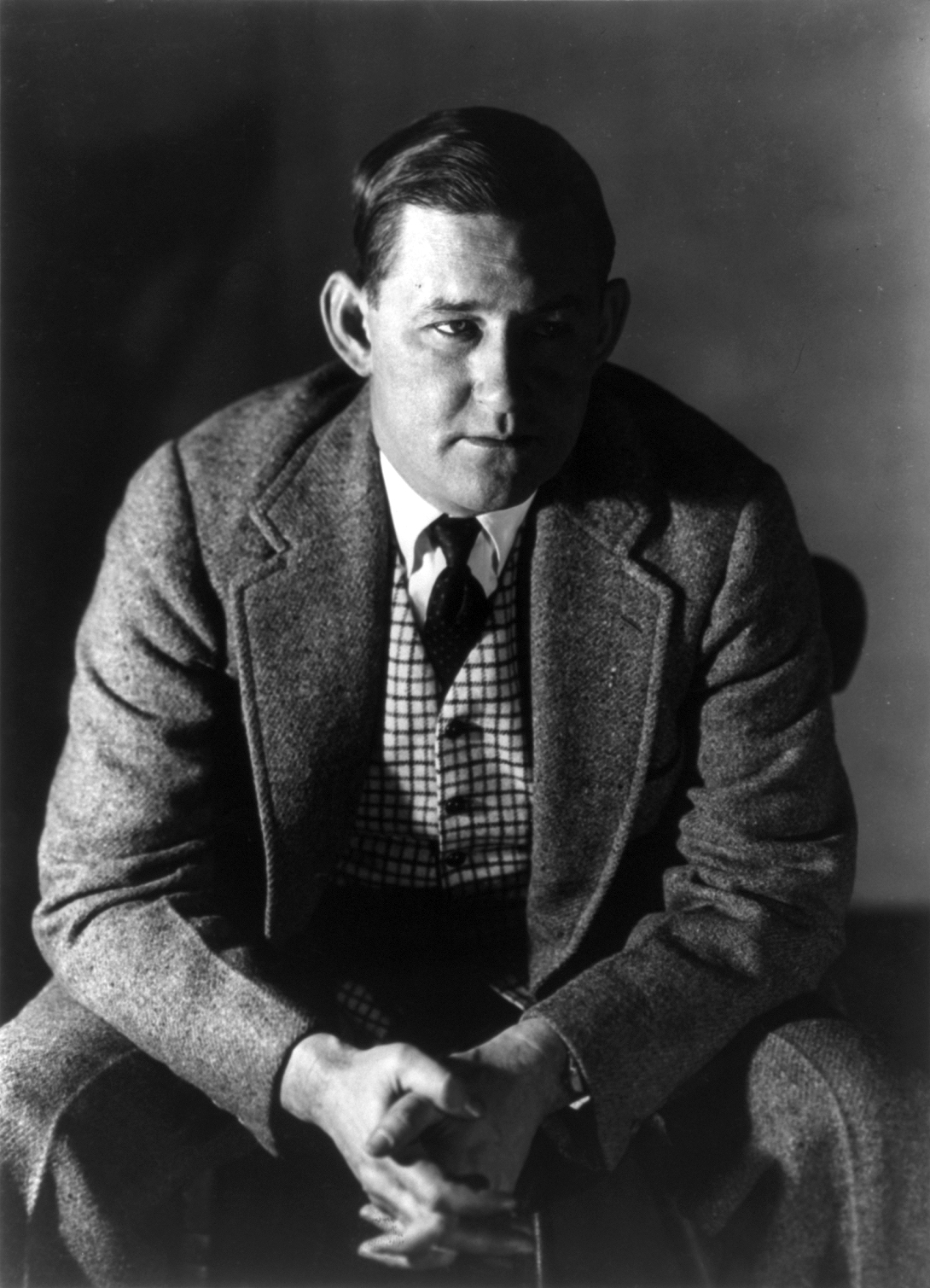
John O'Hara
11 april

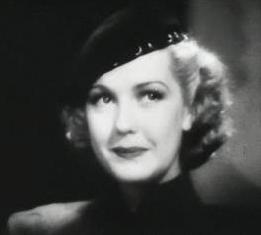
Anita Louise
25 april

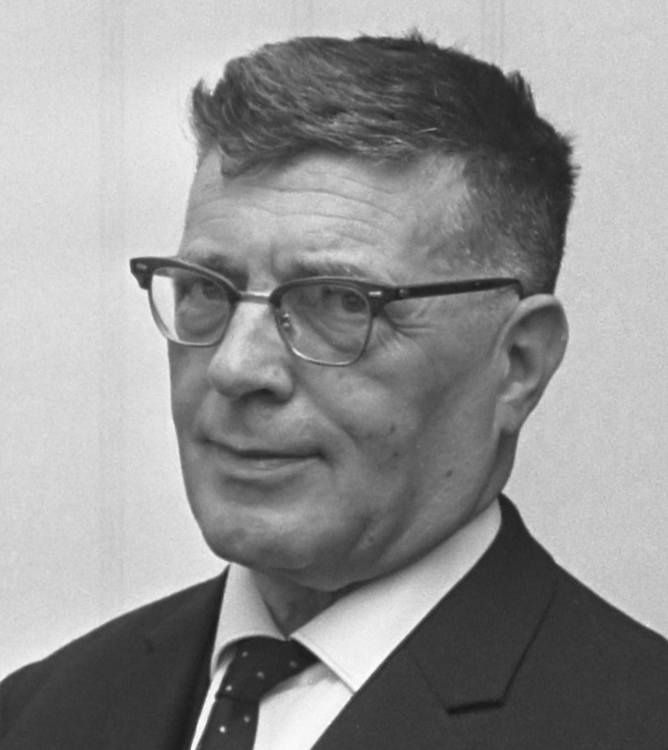
Jacques Presser
30 april

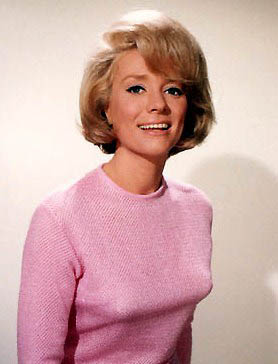
Inger Stevens
30 april

| 1 | 2 | 3 | 4 | 5 | 6 | 7 | 8 | 9 | 10 | 11 | 12 | 13 | 14 | 15 | 16 | 17 | 18 | 19 | 20 | 21 | 22 | 23 | 24 | 25 | 26 | 27 | 28 | 29 | 30 |
| - | - | - | - | - | - | - | - | - | -- | -- | -- | -- | -- | -- | -- | -- | -- | -- | -- | -- | -- | -- | -- | -- | -- | -- | -- | -- | -- |

### 1 april
- Polina Zjemtsjoezjina (73), Sovjet-Russisch politicus

### 2 april
- Johannes Berg-Hansen (88), Noors zanger en dirigent

### 3 april
- Obbe Norbruis (75), Nederlands burgemeester
- Nicolaas van Oldenburg (72), lid Duitse adel

### 5 april
- Richard Bergmann (50), Oostenrijks-Brits tafeltennisser
- Jaap Stotijn (78), Nederlands hoboïst, pianist en dirigent
- Alfred Sturtevant (78), Amerikaans geneticus

### 6 april
- Gustaf Tenggren (73), Zweeds illustrator en animator

### 8 april
- Gabriël Boutsen (66), Belgisch missionaris
- Julius Pokorny (82), Oostenrijks taalkundige

### 10 april
- Egbert Jan Diepeveen (72), Nederlands politicus

### 11 april
- Cathy O'Donnell (46), Amerikaans actrice
- John O'Hara (65), Amerikaans schrijver en columnist

### 12 april
- Victor Trivas (73), Russisch-Amerikaans scenarioschrijver en regisseur

### 14 april
- David Mountbatten (50), lid Britse adel

### 15 april
- Constant Janssen (74), Belgisch medicus

### 16 april
- Richard Neutra (78), Oostenrijks-Amerikaans architect

### 17 april
- Aleksi I van Moskou (92), Russisch geestelijke

### 18 april
- Michał Kalecki (70), Pools econoom
- Basilio Sarmiento (80), Filipijns dichter

### 20 april
- Paul Celan (49), Roemeens dichter
- Héctor García Godoy (49), Dominicaans advocaat en diplomaat
- Tilly Newes (84), Oostenrijks actrice

### 21 april
- Paul Schmidt (70), Duits ambtenaar en tolk

### 25 april
- Anita Louise (55), Amerikaans actrice

### 26 april
- Kamiel Berghmans (64), Belgisch politicus
- Johannes Antonius Marie van Buuren (85), Nederlands politicus
- Maurice Geldhof (64), Belgisch wielrenner

### 29 april
- Paul Finsler (76), Duits-Zwitsers wiskundige
- Johan Meijer (85), Nederlands kunstschilder

### 30 april
- Jacques Presser (71), Nederlands historicus, schrijver en dichter
- Inger Stevens (35), Zweeds-Amerikaans actrice

## Mei

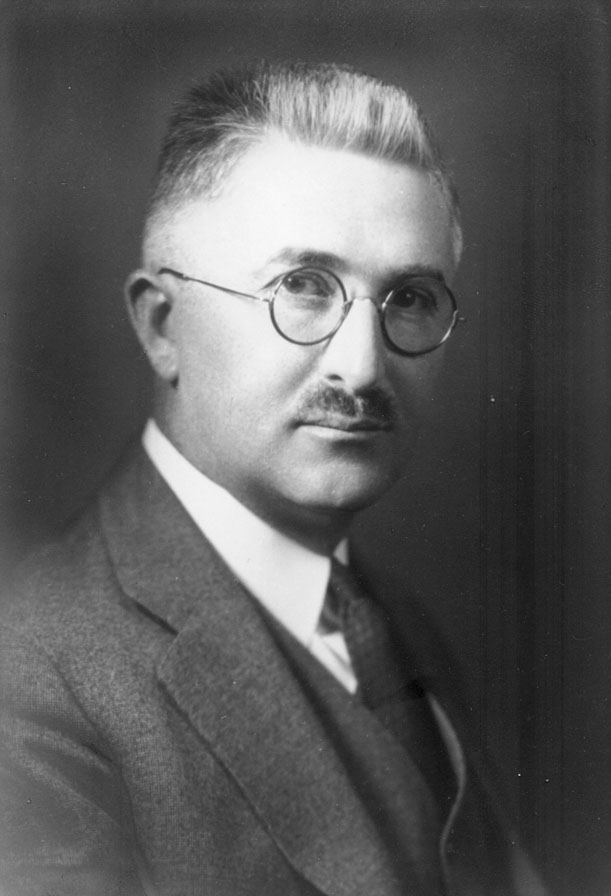
Ralph Hartley
1 mei

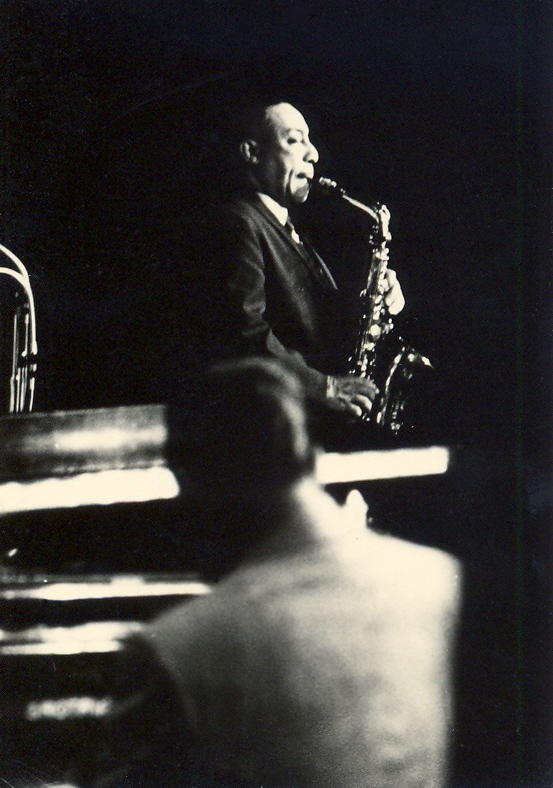
Johnny Hodges
11 mei

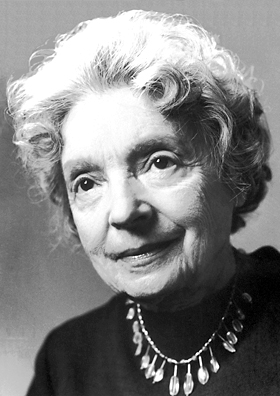
Nelly Sachs
12 mei

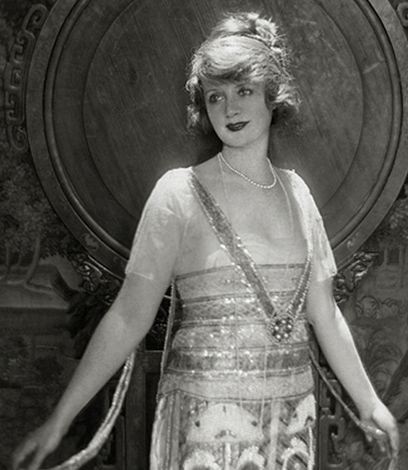
Billie Burke
14 mei

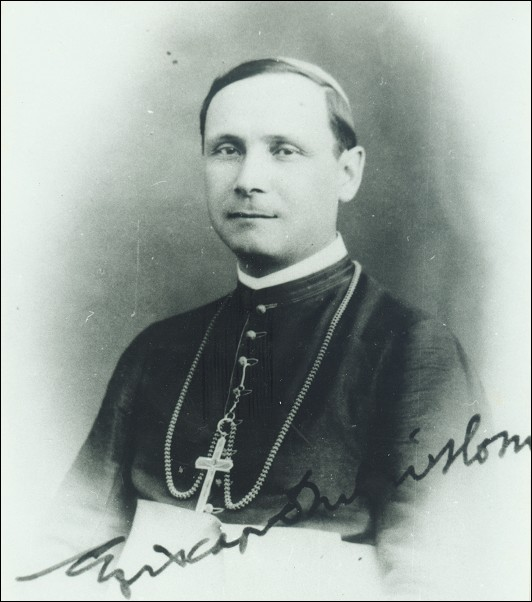
Iuliu Hossu
28 mei

| 1 | 2 | 3 | 4 | 5 | 6 | 7 | 8 | 9 | 10 | 11 | 12 | 13 | 14 | 15 | 16 | 17 | 18 | 19 | 20 | 21 | 22 | 23 | 24 | 25 | 26 | 27 | 28 | 29 | 30 | 31 |
| - | - | - | - | - | - | - | - | - | -- | -- | -- | -- | -- | -- | -- | -- | -- | -- | -- | -- | -- | -- | -- | -- | -- | -- | -- | -- | -- | -- |

### 1 mei
- Jan Mathias Goossens (83), Nederlands politicus
- Ralph Hartley (81), Amerikaans elektrotechnicus
- Sjaan Mallon (64), Nederlands atlete

### 2 mei
- Rob Fitton (41), Brits motorcoureur

### 3 mei
- Pieter Klaver (80), Nederlands voorganger en zendeling

### 6 mei
- Dino Liviero (31), Italiaans wielrenner
- Max Westerkamp (57), Nederlands hockeyer

### 8 mei
- Ray Reed (38), Zimbabwaans autocoureur

### 10 mei
- Jim Mayes (50), Amerikaans autocoureur
- Siegfried Stokman (67), Nederlands politicus

### 11 mei
- Johnny Hodges (62), Amerikaans saxofonist

### 12 mei
- Władysław Anders (77), Pools militair en politicus
- Nelly Sachs (78), Duits schrijfster

### 14 mei
- Billie Burke (85), Amerikaans actrice
- Reimond Kimpe (84), Belgisch-Nederlandse kunstschilder en activist

### 17 mei
- Nigel Balchin (61), Brits schrijver

### 18 mei
- Leen Seegers (78), Nederlands politicus

### 19 mei
- August Zamoyski (76), Pools beeldhouwer

### 23 mei
- René Capitant (68), Frans politicus
- Hans Streuli (77), Zwitsers politicus

### 24 mei
- Cliff Jackson (67), Amerikaans pianist en bandleider

### 25 mei
- Christopher Dawson (80), Brits historicus

### 26 mei
- Maurice Delmotte (70), Belgisch politicus

### 27 mei
- Emmy van Lokhorst (78), Nederlands schrijfster

### 28 mei
- Iuliu Hossu (85), Roemeens kardinaal

### 29 mei
- Eva Hesse (34), Duits-Amerikaans beeldhouwster

### 30 mei
- Roger van de Velde (45), Belgisch schrijver

## Juni

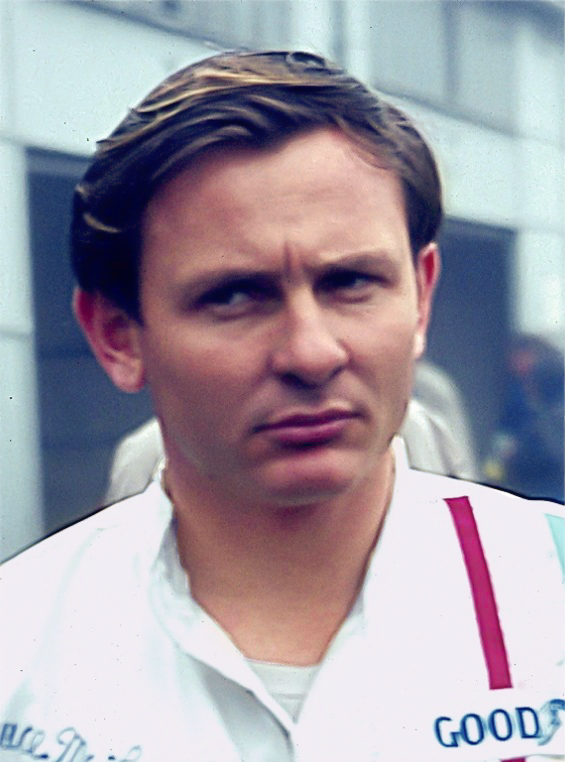
Bruce McLaren
2 juni

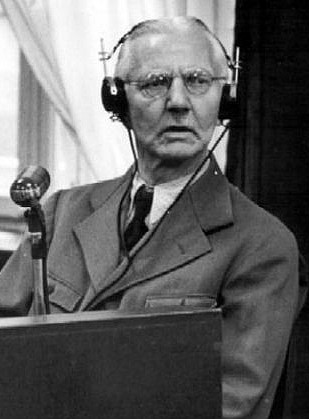
Hjalmar Schacht
3 juni

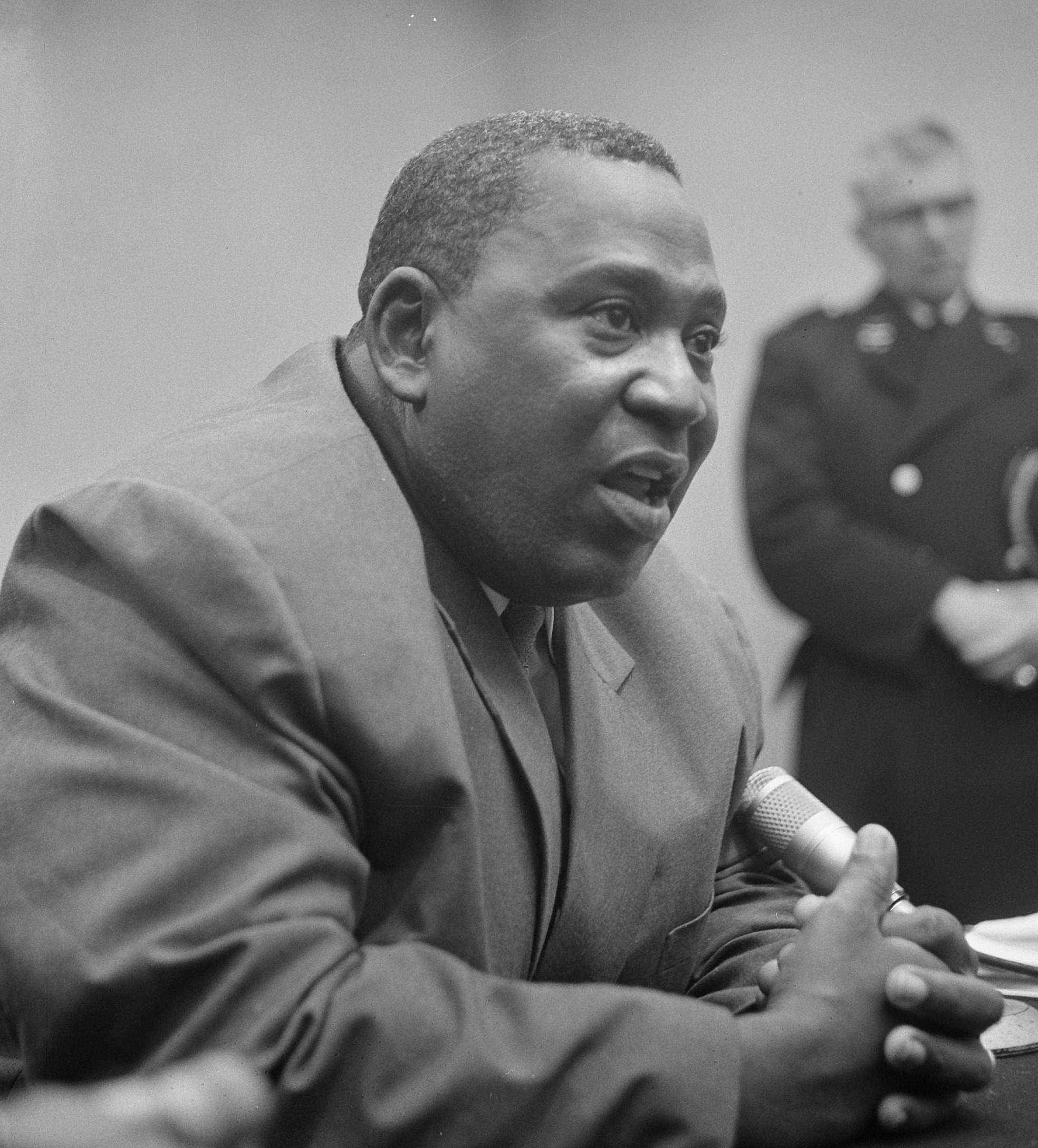
Johan Adolf ("Jopie") Pengel
5 juni

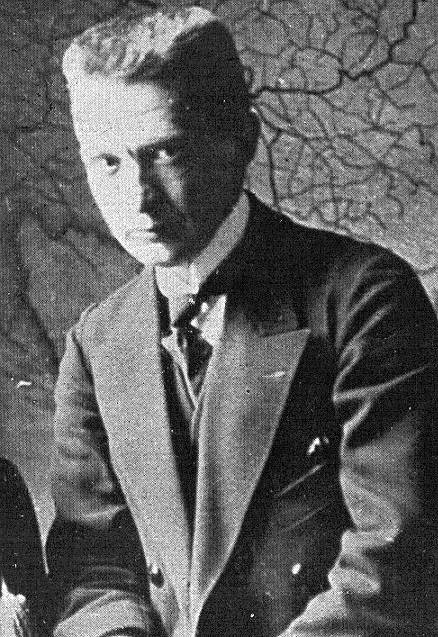
Aleksandr Kerenski
11 juni

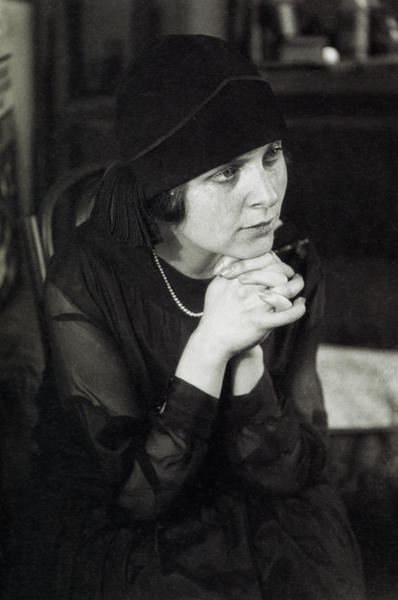
Elsa Triolet
16 juni

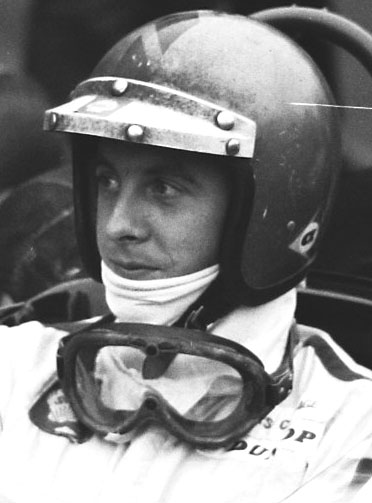
Piers Courage
21 juni

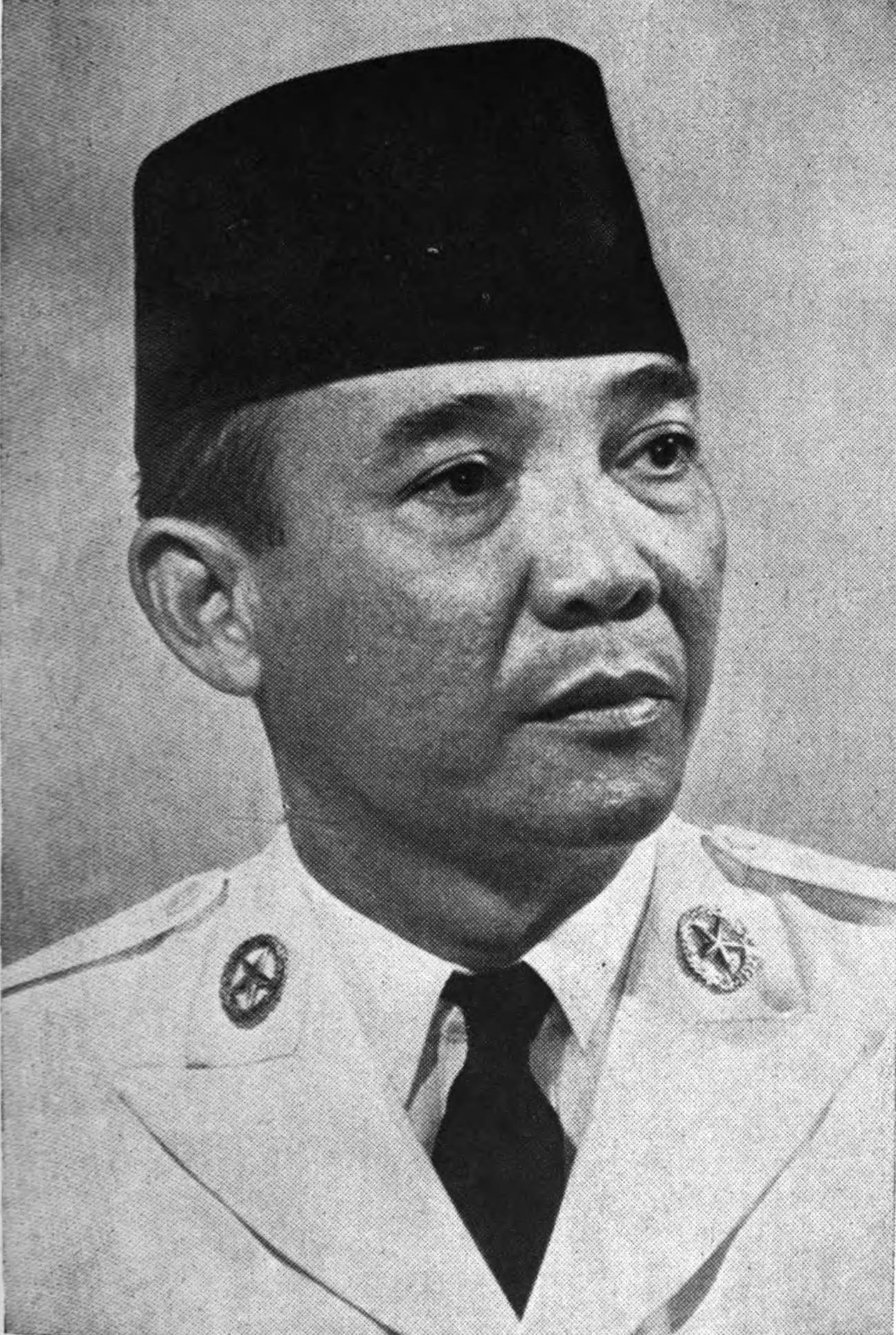
Soekarno
21 juni

| 1 | 2 | 3 | 4 | 5 | 6 | 7 | 8 | 9 | 10 | 11 | 12 | 13 | 14 | 15 | 16 | 17 | 18 | 19 | 20 | 21 | 22 | 23 | 24 | 25 | 26 | 27 | 28 | 29 | 30 |
| - | - | - | - | - | - | - | - | - | -- | -- | -- | -- | -- | -- | -- | -- | -- | -- | -- | -- | -- | -- | -- | -- | -- | -- | -- | -- | -- |

### 1 juni
- Günther Gereke (76), Duits politicus
- Eemil Luukka (77), Fins politicus

### 2 juni
- Albert Lamorisse (48), Frans regisseur en spelontwerper
- Bruce McLaren (32), Nieuw-Zeelands autocoureur
- Giuseppe Ungaretti (82), Italiaans dichter

### 3 juni
- Douwe Kiestra (70), Nederlands dichter en schrijver
- Hjalmar Schacht (93), Duits econoom en bankier

### 4 juni
- Josep Carner (86), Spaans journalist en dichter

### 5 juni
- Loes van Groningen (85), Nederlands kunstschilder
- Johan Adolf Pengel (54), Surinaams politicus

### 7 juni
- E.M. Forster (91), Brits schrijver en essayist

### 8 juni
- Abraham Maslow (62), Amerikaans psycholoog

### 10 juni
- Santiago Herrero (27), Spaans motorcoureur
- Willem van Ravesteyn (93), Nederlands politicus

### 11 juni
- Aleksandr Kerenski (89), premier van Rusland
- Alois Miedl (67), Duitse kunsthandelaar

### 13 juni
- Nico Buwalda (79), Nederlands voetballer
- Jean-Marie Louvel (69), Frans politicus

### 15 juni
- Henri Queuille (86), Frans politicus

### 16 juni
- Sydney Chapman (82), Brits wiskundige, astronoom en geofysioloog
- Heino Eller (83), Estisch componist
- Elsa Triolet (73), Frans schrijfster

### 17 juni
- Amador Nita (48), Antilliaans politicus
- Brian Steenson (23), Brits motorcoureur
- Harry Weedon (82), Brits architect

### 18 juni
- Nicolaas Petrus van Wyk Louw (64), Zuid-Afrikaans schrijver en dichter

### 19 juni
- Sjaak Köhler (67), Nederlands zwemmer en waterpoloër

### 20 juni
- Franz Königshofer (68), Oostenrijks componist en dirigent

### 21 juni
- Piers Courage (28), Brits autocoureur
- Soekarno (69), president van Indonesië

### 22 juni
- William Martin (93), Canadees politicus
- Alfred Pasquale Zambarano (85), Amerikaans componist en dirigent

### 25 juni
- Sidonie Van Larebeke (77), Belgisch cabaretière en zangeres

### 26 juni
- Georges De Sloovere (96), Belgisch kunstschilder

### 28 juni
- Jan Gruyters (83), Belgisch politicus

### 29 juni
- Günther Messner (24), Italiaans bergbeklimmer

### 30 juni
- Georges Donvil (88), Belgisch politicus
- Kelly Petillo (66), Amerikaans autocoureur

## Juli

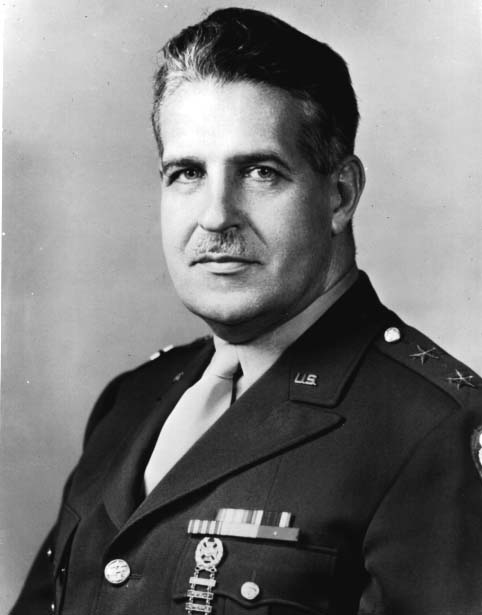
Leslie Groves
13 juli

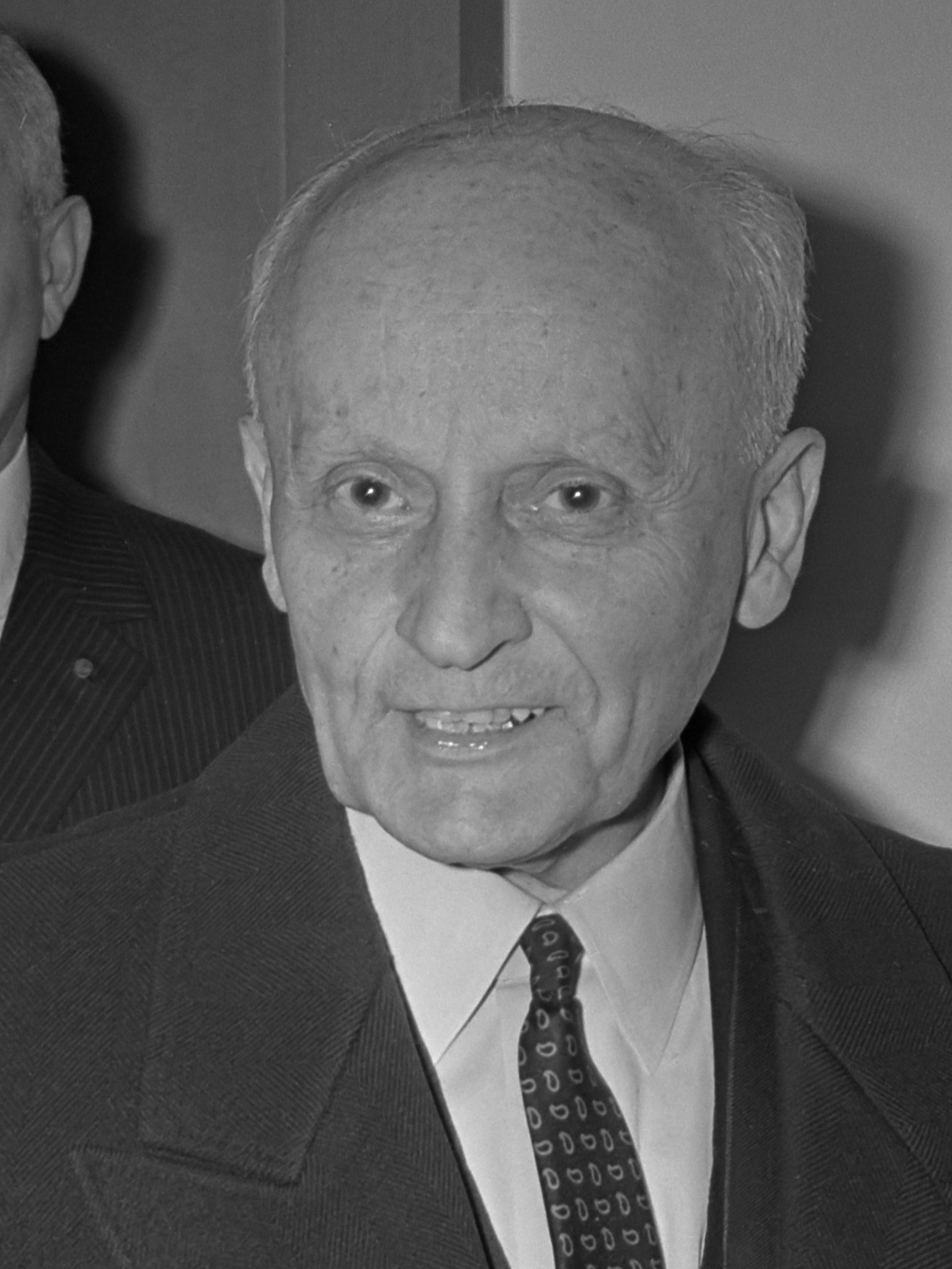
Panagiotis Pipinelis
19 juli

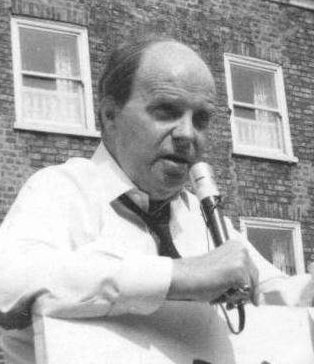
Iain Macleod
20 juli

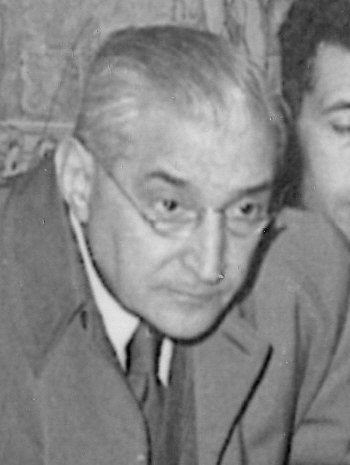
António de Oliveira
27 juli

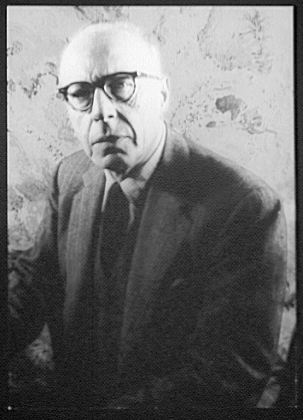
George Szell
30 juli

| 1 | 2 | 3 | 4 | 5 | 6 | 7 | 8 | 9 | 10 | 11 | 12 | 13 | 14 | 15 | 16 | 17 | 18 | 19 | 20 | 21 | 22 | 23 | 24 | 25 | 26 | 27 | 28 | 29 | 30 | 31 |
| - | - | - | - | - | - | - | - | - | -- | -- | -- | -- | -- | -- | -- | -- | -- | -- | -- | -- | -- | -- | -- | -- | -- | -- | -- | -- | -- | -- |

### 1 juli
- Willem Hudig (76), Nederlands roeier
- Franz Islacker (44), Duits voetballer

### 4 juli
- Barnett Newman (65), Amerikaans kunstschilder
- Harold Stirling Vanderbilt (85), Amerikaans bridgespeler en zeiler

### 5 juli
- Eb van der Kluft (81), Nederlands voetballer

### 7 juli
- Han Rehm (62), Nederlands beeldhouwer en tekenaar

### 10 juli
- Bjarni Benediktsson (62), IJslands politicus
- Félix Gaillard (50), Frans politicus

### 12 juli
- L. Wolfe Gilbert (83), Amerikaans componist

### 13 juli
- Leslie Groves (73), Amerikaans militair

### 14 juli
- Luis Mariano (55), Spaans zanger

### 15 juli
- Eric Berne (60), Canadees psychiater
- Frits Lugt (86), Nederlands kunstverzamelaar

### 18 juli
- Hosea Kutako (100), Namibisch stamleider
- Basilio Sarmiento (80), Filipijns dichter

### 19 juli
- Joseph Bouilly (85), Belgisch politicus
- Panagiotis Pipinelis (71), Grieks politicus

### 20 juli
- Iain Macleod (56), Brits politicus

### 22 juli
- Karl Friedrich Ermisch (72), Duits entomoloog
- Joseph Zähringer (41), Duits natuurkundige

### 23 juli
- Roy Newman (48), Amerikaans autocoureur

### 26 juli
- Wilhelm Schepmann (76), Duits militair en politicus

### 27 juli
- António de Oliveira Salazar (81), Portugees politicus

### 28 juli
- Jan Verschueren (64), Nederlands missionaris

### 29 juli
- John Barbirolli (70), Brits dirigent

### 30 juli
- George Szell (73), Hongaars-Amerikaans dirigent

### 31 juli
- Frans De Weert (40), Belgisch politicus

## Augustus

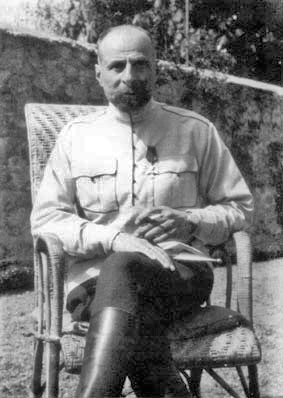
Giorgi Kvinitadze
7 augustus

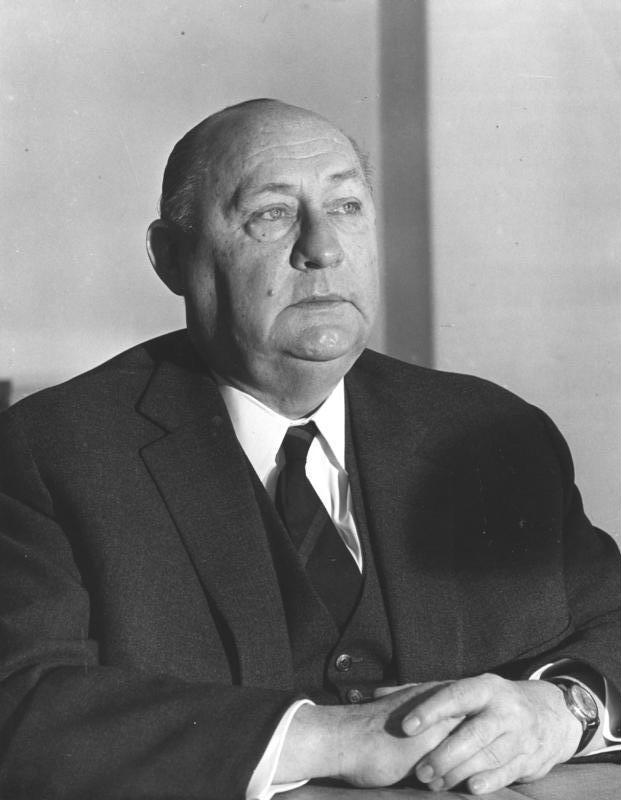
Ernst Lemmer
18 augustus

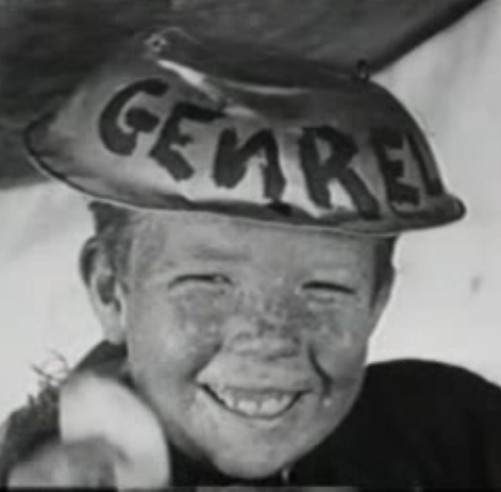
Mickey Daniels
20 augustus

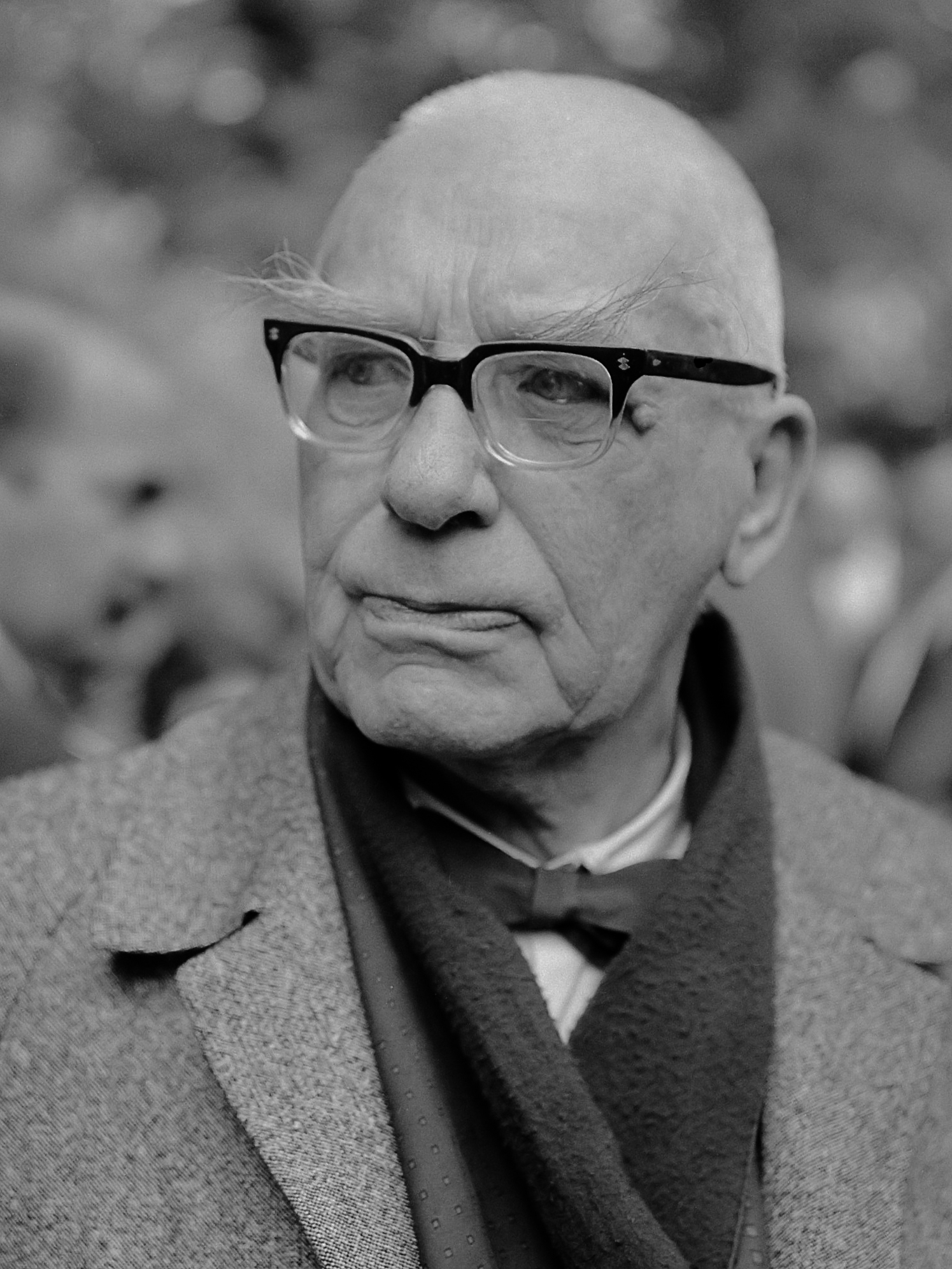
Hildo Krop
20 augustus

| 1 | 2 | 3 | 4 | 5 | 6 | 7 | 8 | 9 | 10 | 11 | 12 | 13 | 14 | 15 | 16 | 17 | 18 | 19 | 20 | 21 | 22 | 23 | 24 | 25 | 26 | 27 | 28 | 29 | 30 | 31 |
| - | - | - | - | - | - | - | - | - | -- | -- | -- | -- | -- | -- | -- | -- | -- | -- | -- | -- | -- | -- | -- | -- | -- | -- | -- | -- | -- | -- |

### 1 augustus
- Frances Farmer (56), Amerikaans actrice
- Giuseppe Pizzardo (93), Italiaans kardinaal
- Otto Heinrich Warburg (86), Duits fysioloog, medicus en Nobelprijswinnaar

### 3 augustus
- Peter Callebout (54), Belgisch architect en designer
- Heinz London (62), Duits-Brits natuurkundige

### 5 augustus
- Otto Hardwick (66), Amerikaans jazzsaxofonist

### 7 augustus
- Giorgi Kvinitadze (95), Georgisch militair

### 10 augustus
- Alexander Gode (63), Amerikaans taalkundige
- Dan Mitrione (50), Amerikaans politieman
- Bernd Alois Zimmermann (52), Duits componist

### 11 augustus
- Pieter Harting (78), Nederlands filoloog
- Leon Pichay (68), Filipijnse schrijver en dichter

### 13 augustus
- Robert Blankenship (49), Amerikaans militair

### 14 augustus
- Vano Moeradeli (62), Sovjet-Russisch componist

### 15 augustus
- Maria Kronenberg (89), Nederlands bibliograaf
- Georg Svensson (61), Zweeds waterpolospeler

### 16 augustus
- Bob Buys (58), Nederlands kunstschilder
- Alexander Willem Byvanck (86), Nederlands classicus en archeoloog
- Ivar Johnsson (85), Zweeds kunstenaar

### 18 augustus
- Ernst Lemmer (72), Duits politicus

### 20 augustus
- Mickey Daniels (55), Amerikaans acteur
- Hildo Krop (86), Nederlands beeldhouwer en sierkunstenaar

### 22 augustus
- Johan van de Kieft (86), Nederlands politicus
- Hermann Knaus (77), Oostenrijks medicus
- Vladimir Propp (75), Russisch folklorist en taalkundige

### 24 augustus
- Hermann Graber (66), Zwitsers carrosseriebouwer
- Kurt Melcher (89), Duitse jurist, politiebeambte en hoofdcommissaris

### 25 augustus
- Max Abegglen (68), Zwitsers voetballer
- John Grosman (54), Nederlands kunstenaar

### 30 augustus
- Abraham Zapruder (65), getuige van de moord op John F. Kennedy

### 31 augustus
- Hans Feriz (75), Oostenrijks medicus

## September

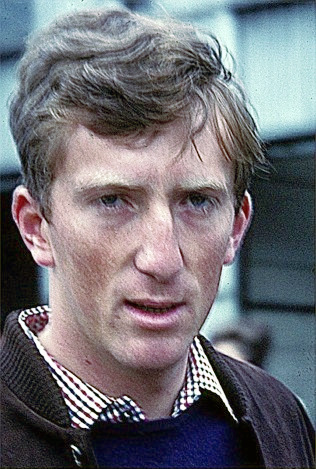
Jochen Rindt
5 september

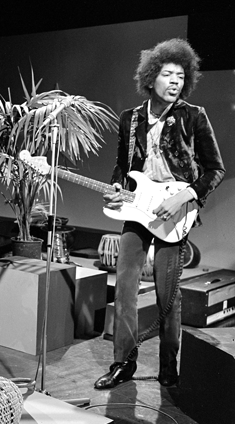
Jimi Hendrix
18 september

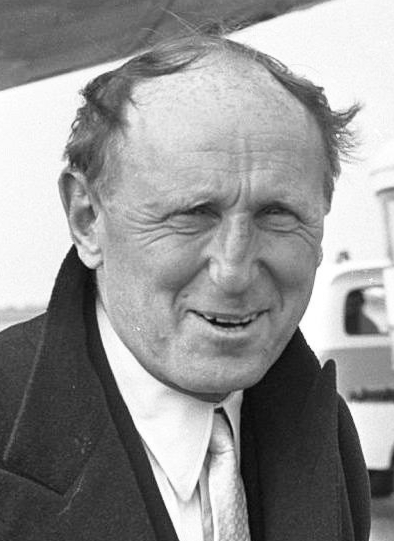
Bourvil
23 september

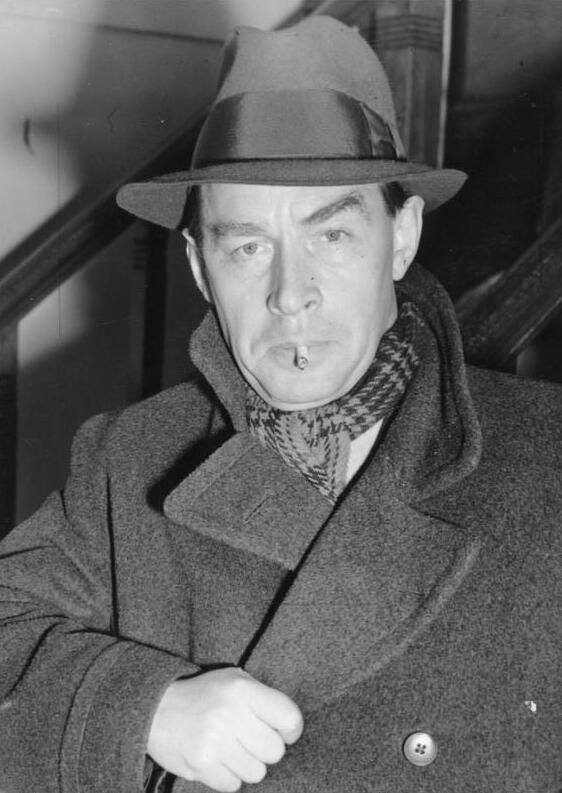
Erich Maria Remarque
25 september

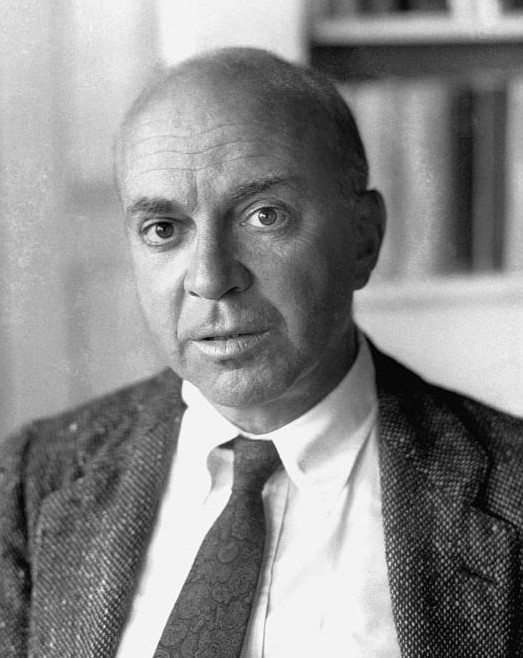
John Dos Passos
28 september

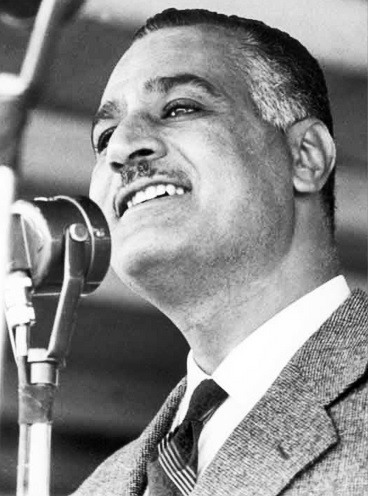
Gamal Abdel Nasser
28 september

| 1 | 2 | 3 | 4 | 5 | 6 | 7 | 8 | 9 | 10 | 11 | 12 | 13 | 14 | 15 | 16 | 17 | 18 | 19 | 20 | 21 | 22 | 23 | 24 | 25 | 26 | 27 | 28 | 29 | 30 |
| - | - | - | - | - | - | - | - | - | -- | -- | -- | -- | -- | -- | -- | -- | -- | -- | -- | -- | -- | -- | -- | -- | -- | -- | -- | -- | -- |

### 1 september
- François Mauriac (84), Frans schrijver
- Jan Willem Jacobus de Vos van Steenwijk (88), Nederlands politicus

### 2 september
- Kees van Baaren (63), Nederlands componist
- Charles Deliège (69), Belgisch politicus
- Marie-Pierre Kœnig (71), Frans militair en politicus

### 3 september
- Alan Wilson (27), Amerikaans zanger en muzikant

### 4 september
- Coba Kelling (77), Nederlands actrice

### 5 september
- Jochen Rindt (28), Oostenrijks autocoureur

### 6 september
- Kwame Dandillo (48), Surinaams dichter

### 8 september
- Frans ter Gast (89), Nederlands kunstenaar
- Percy Spencer (76), Amerikaans uitvinder

### 10 september
- Paul de Waart (72), Nederlands journalist

### 12 september
- Jacques Pills (64), Frans zanger en acteur
- Jan Sztaudynger (66), Pools dichter en satiricus
- Jacob Viner (78), Canadees econoom

### 14 september
- Rudolf Carnap (79), Duits filosoof
- Anne-Marie Durand-Wever (80), Duits gynaecologe

### 15 september
- Johan Furstner (83), Nederlands politicus

### 16 september
- Jacobus Johannes Westendorp Boerma (68), Nederlands historicus

### 17 september
- France Bevk (80), Sloveens schrijver en dichter
- Désiré Keteleer (50), Belgisch wielrenner

### 18 september
- Pedro Cea (70), Uruguayaans voetballer
- Jimi Hendrix (27), Amerikaans zanger en gitarist

### 20 september
- Gijsbert Friedhoff (78), Nederlands architect
- Alexandros Othoneos (90), Grieks militair en politicus
- Leo Rowsome (67), Iers folkmuzikant

### 21 september
- Adolf Wiklund (48), Zweeds biatleet

### 22 september
- Luis del Rosario (83), Filipijns aartsbisschop

### 23 september
- Veno Pilon (74), Sloveens kunstschilder en fotograaf
- Bourvil (53), Frans acteur en zanger

### 25 september
- Erich Maria Remarque (72), Duits schrijver

### 26 september
- Paul Clerckx (82), Belgisch politicus

### 28 september
- John Dos Passos (74), Amerikaans schrijver en dichter
- Gamal Abdel Nasser (52), president van Egypte

### 30 september
- Benedetto Aloisi Masella (91), Italiaans kardinaal

## Oktober

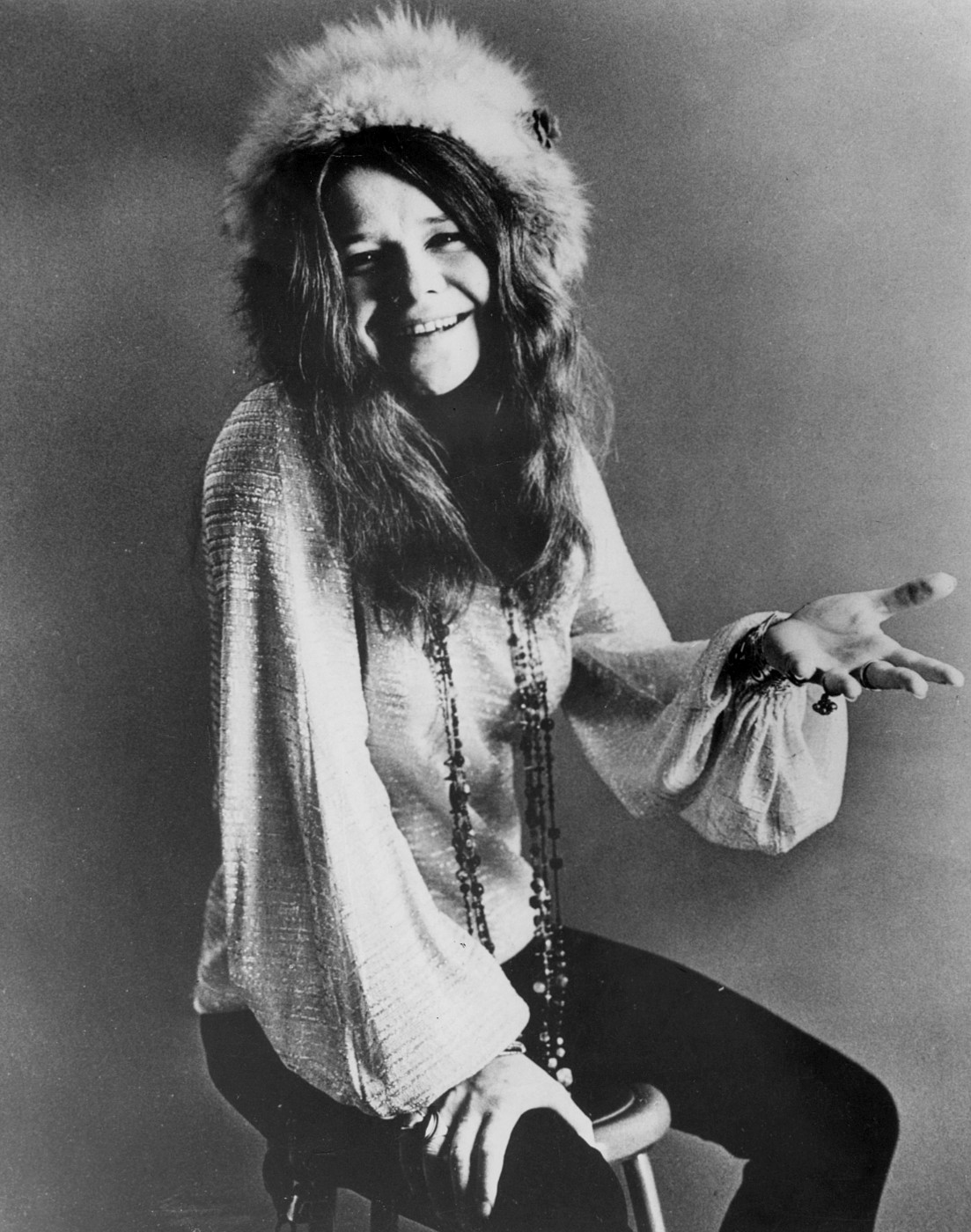
Janis Joplin
4 oktober

Édouard Daladier
10 oktober

Julia Culp
15 oktober

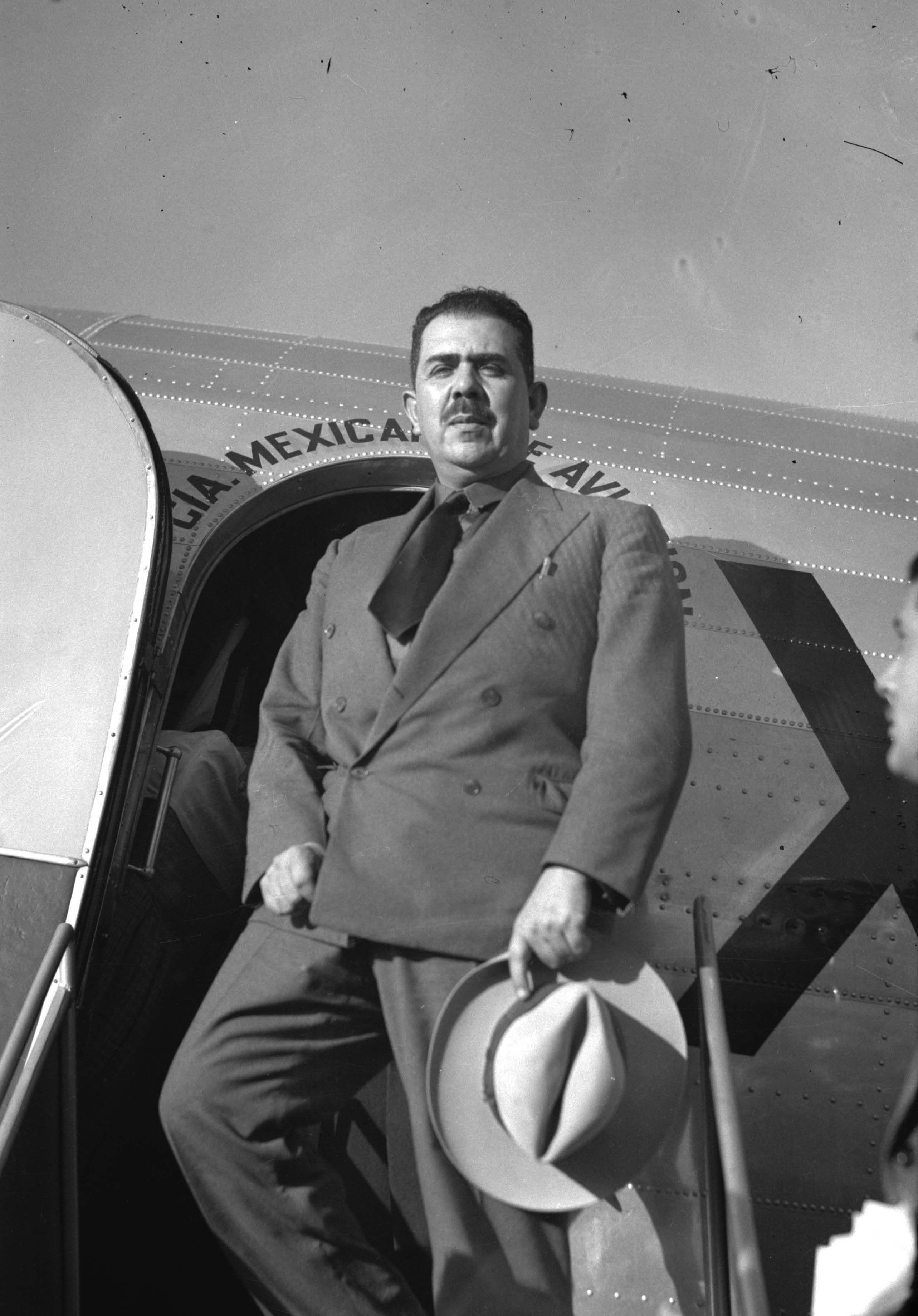
Lázaro Cárdenas
19 oktober

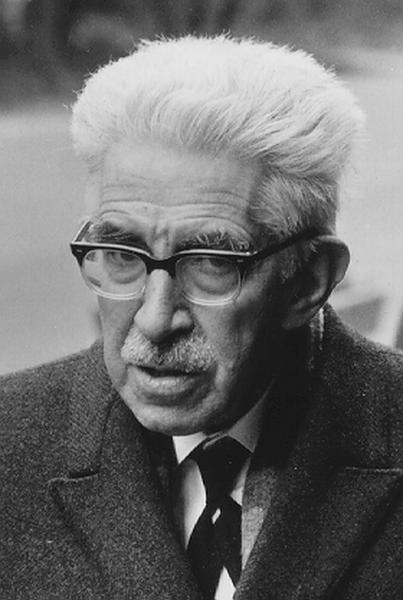
Marcel Minnaert
26 oktober

| 1 | 2 | 3 | 4 | 5 | 6 | 7 | 8 | 9 | 10 | 11 | 12 | 13 | 14 | 15 | 16 | 17 | 18 | 19 | 20 | 21 | 22 | 23 | 24 | 25 | 26 | 27 | 28 | 29 | 30 | 31 |
| - | - | - | - | - | - | - | - | - | -- | -- | -- | -- | -- | -- | -- | -- | -- | -- | -- | -- | -- | -- | -- | -- | -- | -- | -- | -- | -- | -- |

### 2 oktober
- Bo Linde (37), Zweeds componist

### 3 oktober
- Joseph Dedoyard (69), Belgisch politicus
- Victoria van Sleeswijk-Holstein (84), Duits prinses

### 4 oktober
- Janis Joplin (27), Amerikaans zangeres
- George Frederick McKay (71), Amerikaanse dirigent en componist
- Willem Petrus Jacobus Duval Slothouwer (87), Nederlands politicus

### 5 oktober
- Leo Kurpershoek (84), Nederlands kunstschilder

### 7 oktober
- Rudolf Bode (89), Duits gymnastiekpedagoog

### 8 oktober
- Jean Giono (75), Frans schrijver en dichter
- Klemens Perner (81), Oostenrijks componist

### 9 oktober
- Annie van Ees (76), Nederlands actrice
- Simone Saenen (40), Belgisch atlete

### 10 oktober
- Édouard Daladier (86), Frans politicus
- Adam Rapacki (61), Pools politicus

### 12 oktober
- Mia Goossen (45), Nederlands actrice
- Noud Stempels (88), Nederlands voetballer

### 13 oktober
- Julia Culp (90), Nederlands mezzosopraan
- Martin Rutten (59), Nederlandse geoloog en bioloog

### 17 oktober
- Uut Hulsing (60), Nederlands cabaretière

### 18 oktober
- Krim Belkacem (48), Algerijns politicus

### 19 oktober
- Lázaro Cárdenas del Río (75), Mexicaans politicus
- Adolfo Leoni (53), Italiaans wielrenner

### 21 oktober
- Joachim Rademacher (64), Duits waterpolospeler

### 23 oktober
- Willem Harmsen (77), Nederlands militair
- Willem van Iependaal (79), Nederlands schrijver en dichter

### 25 oktober
- Klaas Prummel (86), Nederlands architect

### 26 oktober
- Gerrit Aalfs (78), Nederlands filmmaker
- Marcel Minnaert (77), Belgisch bioloog en astrofysicus
- Piet Stevens (72), Nederlands voetballer

### 27 oktober
- Piet Drabbe (83), Nederlands missionaris en taalkundige
- Zdeněk Šimek (43), Tsjechisch beeldhouwer

### 28 oktober
- Eduardo López-Chávarri y Marco (99), Spaans componist

### 30 oktober
- Theo Taen (80), Nederlands architect

### 31 oktober
- Maurice Gemayel (60), Libanees politicus

## November

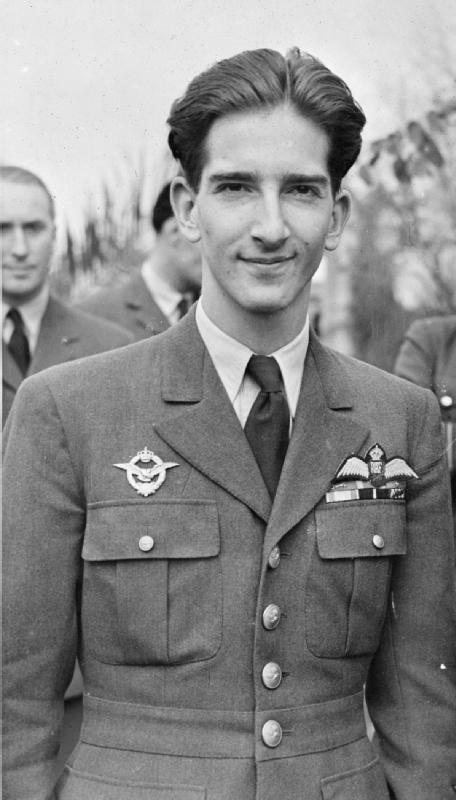
Peter II van Joegoslavië
3 november

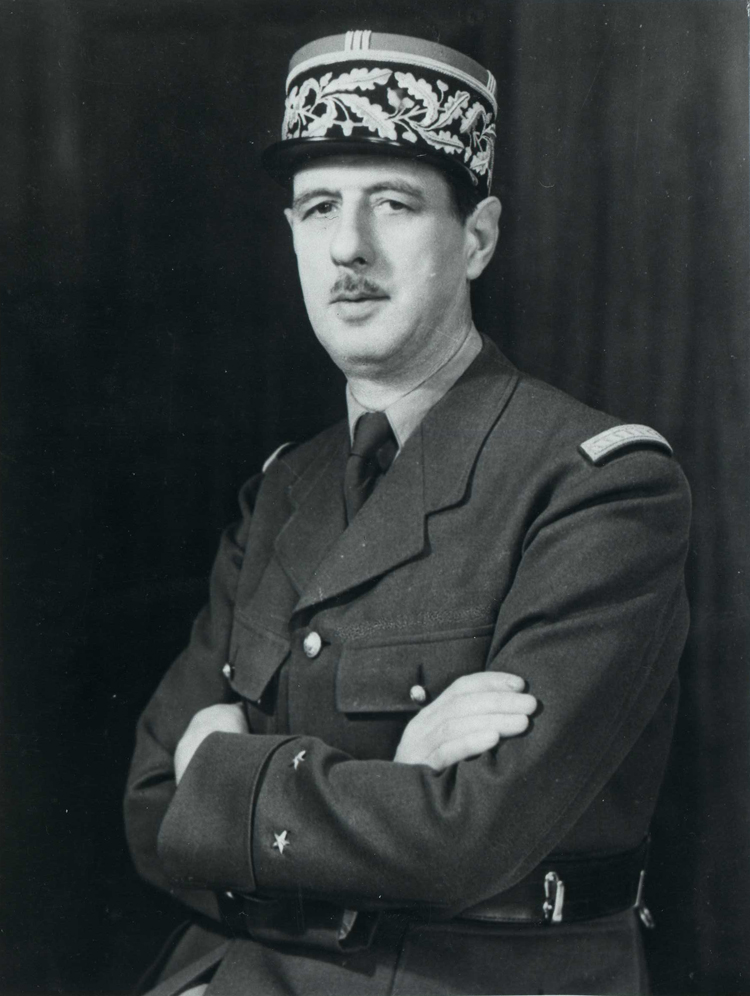
Charles de Gaulle
9 november

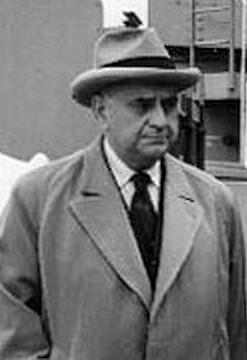
Konstantinos Tsaldaris
15 november

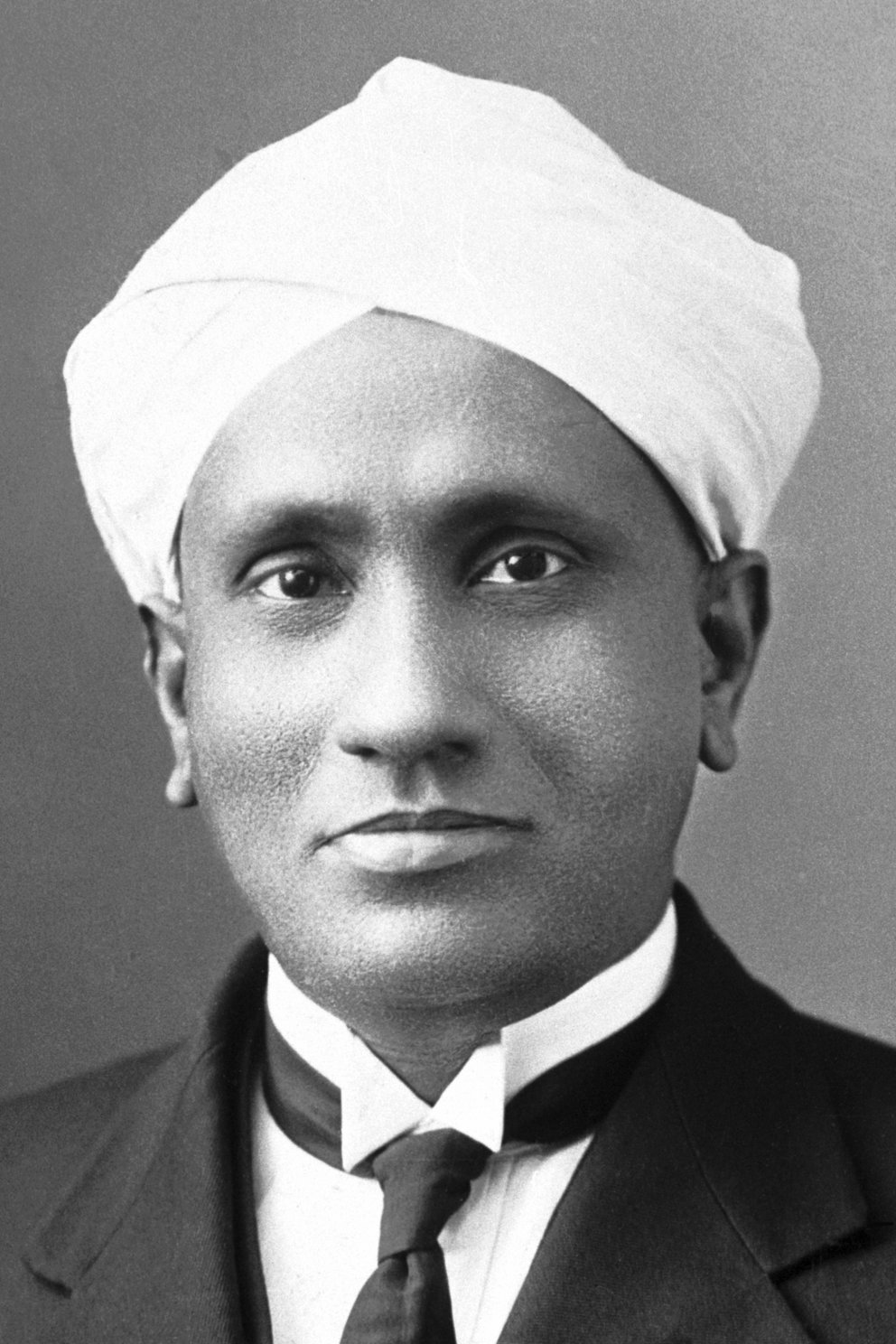
Chandrasekhara Raman
21 november

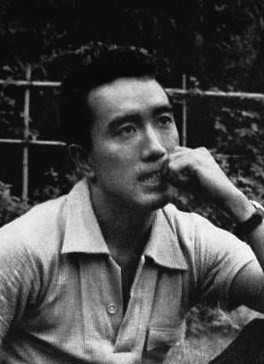
Yukio Mishima
25 november

| 1 | 2 | 3 | 4 | 5 | 6 | 7 | 8 | 9 | 10 | 11 | 12 | 13 | 14 | 15 | 16 | 17 | 18 | 19 | 20 | 21 | 22 | 23 | 24 | 25 | 26 | 27 | 28 | 29 | 30 |
| - | - | - | - | - | - | - | - | - | -- | -- | -- | -- | -- | -- | -- | -- | -- | -- | -- | -- | -- | -- | -- | -- | -- | -- | -- | -- | -- |

### 1 november
- Hedwig van Oostenrijk (74), lid Oostenrijkse adel

### 2 november
- Abram Besikovitsj (79), Russisch wiskundige
- Gerard Eric Bouwmeester (83), Nederlands voetbalbestuurder
- Richard Cushing (75), Amerikaans kardinaal en aartsbisschop
- Fernand Gravey (64), Belgisch-Frans acteur
- Pierre Veyron (67), Frans autocoureur

### 3 november
- Peter II van Joegoslavië (47), koning van Joegoslavië

### 4 november
- Friedrich Kellner (85), Duits politiek activist en publicist

### 6 november
- Agustín Lara (70), Mexicaans componist

### 7 november
- Egied I. Strubbe (72), Belgisch rechtshistoricus

### 8 november
- Matthieu van Eysden (74), Nederlands acteur

### 9 november
- Jan Benninga (76), Nederlands architect
- Charles de Gaulle (79), president van Frankrijk

### 12 november
- Hal Cole (57), Amerikaans autocoureur

### 15 november
- Konstantinos Tsaldaris (85), Grieks politicus

### 16 november
- Frank Wright (69), Australisch componist

### 17 november
- Wilhelm Friedrich Norbisrath, Duits componist
- Douwe Wijbrands (86), Nederlands worstelaar

### 21 november
- Chandrasekhara Raman (82), Indiaas natuurkundige

### 22 november
- Casimiro de Oliveira (63), Portugees autocoureur
- Roelof Vermeulen (75), Nederlands elektrotechnicus

### 24 november
- Tilly Devine (70), Australisch onderwereldfiguur

### 25 november
- Helene Madison (57), Amerikaans zwemster
- Yukio Mishima (45), Japans schrijver en politiek activist

### 26 november
- Auguste Smets (71), Belgisch politicus

### 27 november
- Jean Adams (71), Duits-Nederlands kunstenaar
- Jaap van de Griend (66), Nederlands voetballer

### 29 november
- Irfan Orga (62), Turks schrijver
- Bart Welten (48), Nederlands beeldhouwer

### 30 november
- Alfonso Caso (74), Mexicaans archeoloog
- Nina Ricci (87), Frans ontwerper

## December

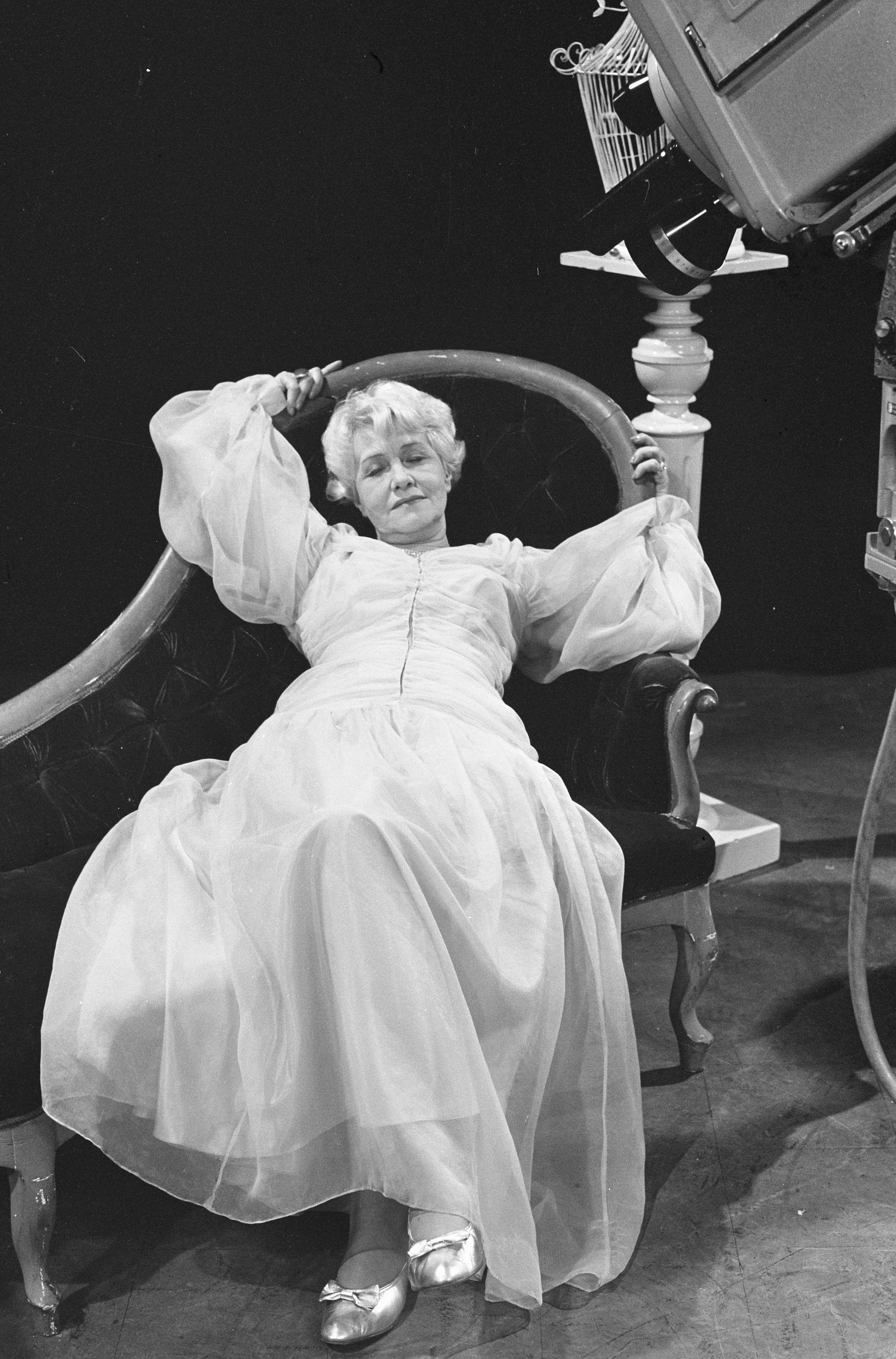
Dora Paulsen
2 december

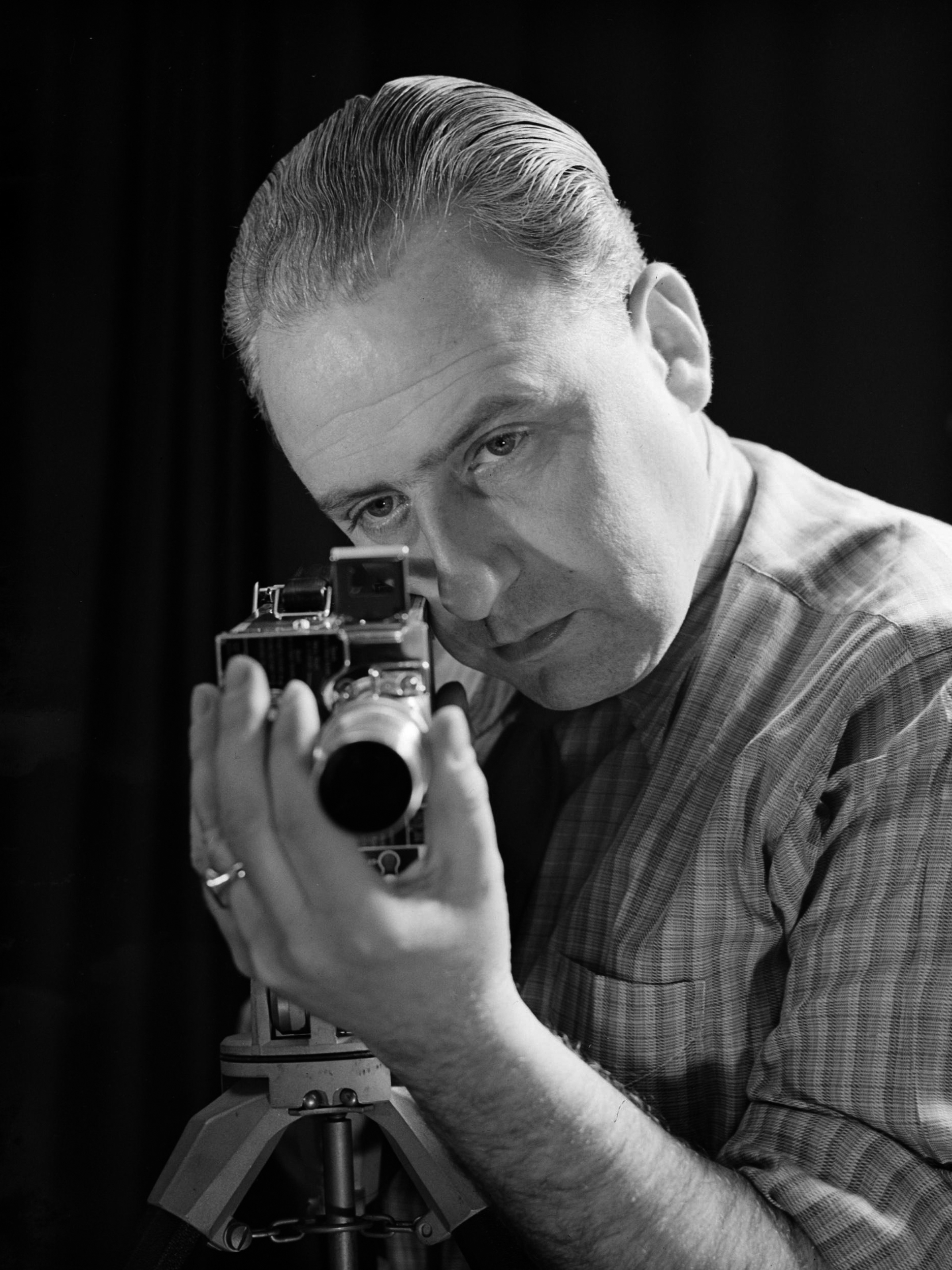
Willem van de Poll
10 december

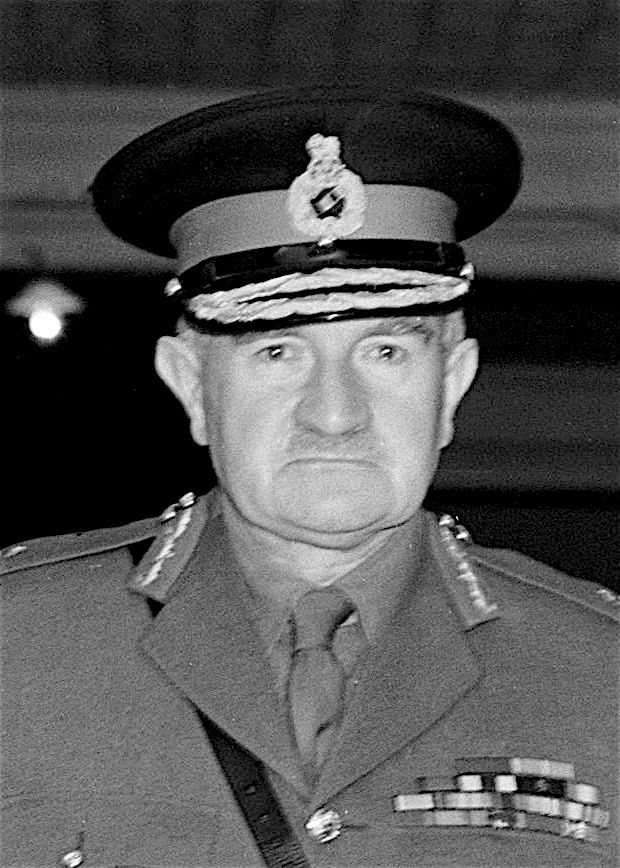
William Slim
14 december

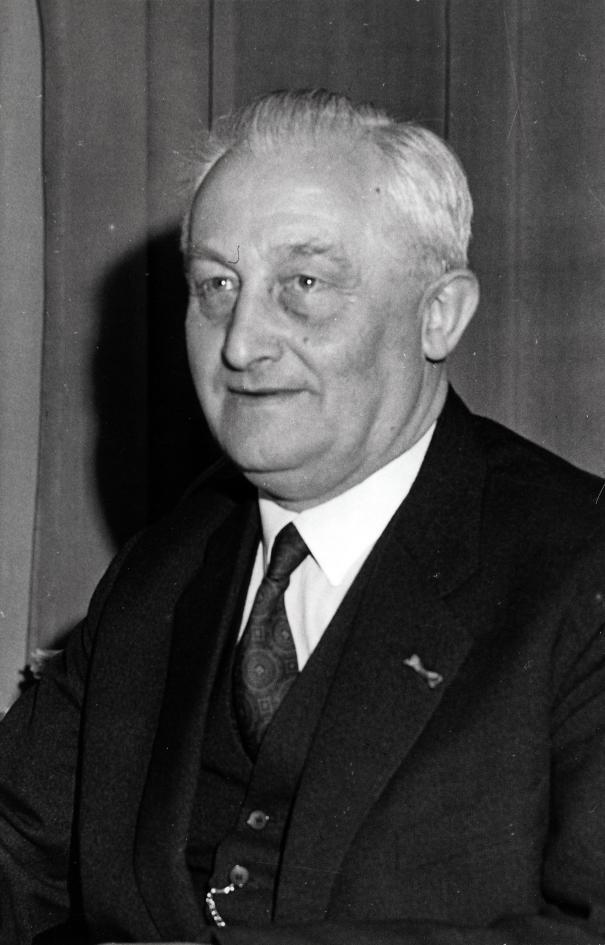
Meine van Veen
16 december

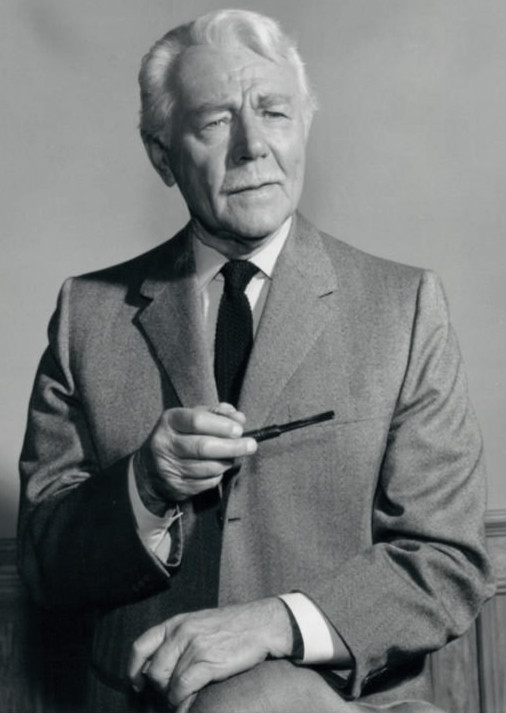
Charles Ruggles
23 december

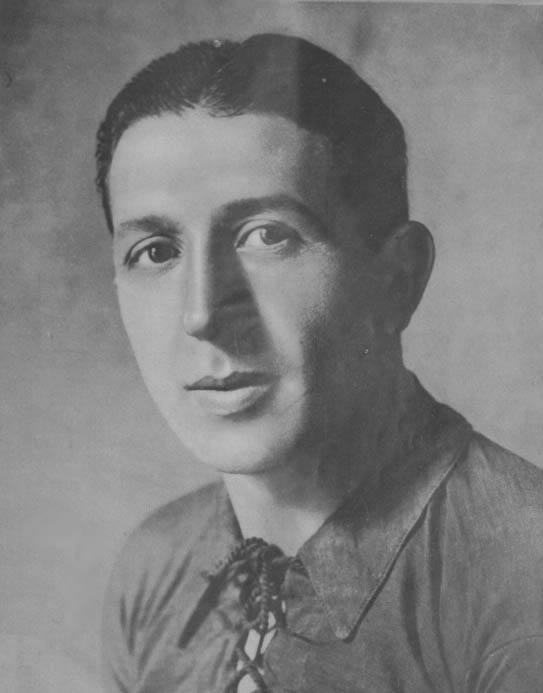
Ludovico Bidoglio
25 december

| 1 | 2 | 3 | 4 | 5 | 6 | 7 | 8 | 9 | 10 | 11 | 12 | 13 | 14 | 15 | 16 | 17 | 18 | 19 | 20 | 21 | 22 | 23 | 24 | 25 | 26 | 27 | 28 | 29 | 30 | 31 |
| - | - | - | - | - | - | - | - | - | -- | -- | -- | -- | -- | -- | -- | -- | -- | -- | -- | -- | -- | -- | -- | -- | -- | -- | -- | -- | -- | -- |

### 1 december
- Bartolomeo Aimo (81), Italiaans wielrenner

### 2 december
- Dora Paulsen (72), Nederlands operettezangeres, actrice en cabaretière

### 5 december
- Andrej Andrejev (75), Sovjet-Russisch politicus

### 7 december
- Romaine Brooks (96), Amerikaans kunstenares
- Rube Goldberg (87), Amerikaans cartoonist

### 8 december
- Benno Gut (73), Zwitsers kardinaal

### 9 december
- Artjom Mikojan (65), Russisch vliegtuigontwerper
- Bernardo Rogora (59), Italiaans wielrenner

### 10 december
- Willem van de Poll (75), Nederlands fotograaf

### 12 december
- Louis Zimmer (82), Belgisch sterrenkundige en uurwerkmaker

### 13 december
- Oscar Behogne (70), Belgisch politicus

### 14 december
- Franz Schlegelberger (94), Duits politicus
- William Slim (79), Brits militair

### 15 december
- Ernest Marsden (81), Brits/Nieuw-Zeelands natuurkundige
- Arnold van Ruler (62), Nederlands predikant en theoloog
- Stanislas-André Steeman (62), Belgisch schrijver en illustrator

### 16 december
- Pieter van der Meer de Walcheren (90), Nederlands dichter en schrijver
- Meine van Veen (77), Nederlands politicus

### 21 december
- Johannes Jacobus Poortman (74), Nederlands filosoof
- Dirk Schuitemaker jr. (56), Nederlands politicus

### 23 december
- Charles Ruggles (84), Amerikaans acteur
- Hennie Schouten (70), Nederlands organist en componist

### 24 december
- Otto Cordes (65), Duits waterpolospeler
- René de Dorlodot (87), Belgisch politicus en diplomaat
- Jean Leclercq (45), Belgisch politicus

### 25 december
- Ludovico Bidoglio (70), Argentijns voetballer

### 26 december
- Lillian Board (22), Brits atlete

### 27 december
- Dirk De Witte (36), Belgisch schrijver

### 28 december
- Lee Barnes (64), Amerikaans atleet
- Wilhelm Knappich (90), Oostenrijks astroloog

### 29 december
- Adalbert van Beieren (84), Duits prins
- Marie Menken (61), Amerikaans filmmaker en actrice
- John de Mol (58), Nederlands accordeonist en orkestleider

### 30 december
- Sonny Liston (40), Amerikaans bokser

### 31 december
- Ray Henderson (74), Amerikaans songwriter
- Cyril Scott (91), Brits kunstenaar
- Ludolf Jan Zandt (70), Nederlands burgemeester

1900 ·
1901 ·
1902 ·
1903 ·
1904 ·
1905 ·
1906 ·
1907 ·
1908 ·
1909 ·
1910 ·
1911 ·
1912 ·
1913 ·
1914 ·
1915 ·
1916 ·
1917 ·
1918 ·
1919 ·
1920 ·
1921 ·
1922 ·
1923 ·
1924 ·
1925 ·
1926 ·
1927 ·
1928 ·
1929 ·
1930 ·
1931 ·
1932 ·
1933 ·
1934 ·
1935 ·
1936 ·
1937 ·
1938 ·
1939 ·
1940 ·
1941 ·
1942 ·
1943 ·
1944 ·
1945 ·
1946 ·
1947 ·
1948 ·
1949 ·
1950 ·
1951 ·
1952 ·
1953 ·
1954 ·
1955 ·
1956 ·
1957 ·
1958 ·
1959 ·
1960 ·
1961 ·
1962 ·
1963 ·
1964 ·
1965 ·
1966 ·
1967 ·
1968 ·
1969 ·
1970 ·
1971 ·
1972 ·
1973 ·
1974 ·
1975 ·
1976 ·
1977 ·
1978 ·
1979 ·
1980 ·
1981 ·
1982 ·
1983 ·
1984 ·
1985 ·
1986 ·
1987 ·
1988 ·
1989 ·
1990 ·
1991 ·
1992 ·
1993 ·
1994 ·
1995 ·
1996 ·
1997 ·
1998 ·
1999 ·
2000 ·
2001 ·
2002 ·
2003 ·
2004 ·
2005 ·
2006 ·
2007 ·
2008 ·
2009 ·
2010 ·
2011 ·
2012 ·
2013 ·
2014 ·
2015 ·
2016 ·
2017 ·
2018 ·
2019 ·
2020 ·
2021 ·
2022 ·
2023 ·
2024 ·
2025